# محمدتقی مسعودیه
محمّدتقی مسعودیه (۳۱ فروردین ۱۳۰۶ – ۱۲ بهمن ۱۳۷۷ ه‍.ش) موسیقی‌دان، موسیقی‌شناس قومی، آهنگساز و آموزگار موسیقی اهل ایران بود. وی در طولِ فعالیت حرفه‌ای‌اش به پژوهش، آهنگسازی، گردآوری و تألیف کتاب‌های مهم در حیطهٔ موسیقی‌شناسی، فعالیت‌های دانشگاهی و تربیت شاگردانی سرشناس پرداخت. مسعودیه که در رشتهٔ هارمونی مدرک فوق لیسانس داشت و دو دکترای مختلف در موسیقی داشت، یکی از تحصیل‌کرده‌ترین موسیقی‌دانان زمان خود بود. او برای نخستین‌بار بسیاری از درس‌های تخصصی مربوط به موسیقی را وارد دانشگاه‌های ایران کرد. او در کتاب مبانی اتنوموزیکولوژی برای نخستین‌بار علم موسیقی‌شناسی قومی (اتنوموزیکولوژی) را به ایرانیان معرفی کرد و از او به عنوان «پدر اتنوموزیکولوژی ایران» یاد کرده‌اند.
مسعودیه در مشهد متولد شد. از کودکی به موسیقی علاقه داشت اما به دلیل مخالفت‌های پدرش تا سن ۱۶ سالگی از پرداختن به ساز و موسیقی بازماند. در این زمان مخفیانه آموختنِ ویلن را آغاز کرد. او تا ۱۸ سالگی در مشهد ماند و پس از آن برای ادامهٔ تحصیل به تهران رفت و از دارالفنون دیپلم ادبی گرفت. وی تحصیلات دانشگاهی خود را هم‌زمان در دانشکدهٔ حقوق و علوم سیاسی دانشگاه تهران و هنرستان عالی موسیقی پیش برد و در سال ۱۳۲۹ از هر دو مرکز، مدرک لیسانس دریافت کرد. سپس به فرانسه رفت و در سال ۱۳۳۵، دانشنامهٔ دورهٔ فوق لیسانس خود را در رشتهٔ هارمونی از کنسرواتوار ملی موسیقی پاریس دریافت کرد. پس از آن به آلمان سفر کرد و در سال ۱۳۴۲، دانشنامهٔ عالی، معادل مدرک دکترای آهنگسازی خود را از کنسرواتوار لایپزیگ اخذ کرد. او مدتی بعد تحصیلات خود را در دانشگاه کلن ادامه داد و در سال ۱۳۴۷، موفق به دریافت دانشنامهٔ دکترای تخصصی در رشتهٔ موسیقی‌شناسی قومی شد. پس از آن بی‌درنگ به ایران بازگشت و به فعالیت‌های پژوهشی و دانشگاهی خود پرداخت.
گستردگی و تنوع پژوهش‌های او، مباحث بسیاری را در موسیقی ایران در بر می‌گیرد. مباحث نظری موسیقی‌شناسی قومی، ابداع علامت‌های ویژه برای آوانویسی موسیقی نواحی، تجزیه و تحلیل ردیف موسیقی ایرانی، طبقه‌بندی علمی سازهای جهان و سازهای نواحی مختلف ایران، موسیقی مذهبی ایران و جهان اسلام، فرهنگ‌های موسیقایی غیرِغربی، موسیقی کشورهای اسلامی، بررسی و گردآوری فهرست نسخ خطی موسیقی و مطالب متنوع دیگر، گستره‌ای از فعالیت‌های علمی او بوده که از این منظر می‌توان گفت دامنهٔ فعالیت‌های هیچ موسیقی‌شناسی در ایران به اندازهٔ مسعودیه وسیع و عمیق نبوده‌است.
او در زمینهٔ آهنگسازی نیز از آهنگسازان پیشرو معاصر ایران به‌شمار می‌آید. تلاش برای بسط و گسترش موسیقی ملی، از دغدغه‌های اصلی مسعودیه بود و در همین زمینه، نگاه خاص او به چندصدایی نیز ریشه در شناخت عمیق او از موسیقی بومی داشت. وی در آثارش تلاش کرد تا نشانه‌های مختلف چندصدایی در موسیقی ملی ایران را عرضه کند. مسعودیه در ارائهٔ آثار خود، معتدل و میانه‌رو بود و نوآوری در آثارش تا آنجا استفاده می‌شد که به محتوا و فرم آسیب نرساند.  حرکت‌های کاننیک، ایمیتاسیونی و فوگاتو از تکنیک‌های مورد علاقهٔ مسعودیه در آهنگسازی بود.

## زندگی

### خانواده و دوران کودکی
محمّدتقی مسعودیه ۳۱ فروردین سال ۱۳۰۶ در خیابان خاکی کوچهٔ نصرت‌الملک مشهد متولد شد. پدرِش محمدعلی، بنکدار بود و از مدرسهٔ کالج تهران دیپلم داشت. وی از مبارزان مشروطه‌خواه بود که مدتی تولیت آستان قدس رضوی را بر عهده داشت و ملقب به «مسعودالتولیه» بود؛ او به همین سبب نام خانوادگی مسعودیه را برگزید. مادر محمدتقی، حلاوت فاضل بسطامی نام داشت. وی فرزند محمدفاضل بسطامی بود که او هم از مبارزان مشروطه‌خواه اهل بسطام بود. محمدفاضل بسطامی، پدربزرگ مادری محمدتقی، به او لقب «مجد الأولا» داده بود که به همین سبب نزدیکانش وی را «مجدی» می‌خواندند. پدربزرگ پدری‌اش، غلامعلی یزدی نیز از ملاکان یزد بود و زمانی که پسرش محمدعلی ۹ ساله بود به مشهد مهاجرت کرد و در حرم علی بن موسی الرضا مشغول‌به‌کار شد.
پرداختن به موسیقی در خانوادهٔ مسعودیه سابقه‌ای نداشت؛ با این حال محمدتقی از کودکی به موسیقی گرایش پیدا کرد. زمانی که یک‌ساله بود، مستأجری داشتند که یک دستگاه گرامافون در خانه داشت. هنگامی که صدای موسیقی از خانهٔ همسایه بلند می‌شد، محمدتقی با گریه از مادرش درخواست می‌کرد تا او را به آن‌جا ببرد. وقتی به کنار دستگاه گرامافون می‌رسید، ساعت‌ها می‌نشست و تا آخر موسیقی‌ها را با دقت گوش می‌کرد. او آن‌قدر مجذوب موسیقی می‌شد که هرچه اصرار می‌کردند از آن خانه بیرون نمی‌آمد. محمدتقی، یک خواهر کوچک‌تر از خود به نام «قدسیه» داشت. کمی که بزرگتر شد، بازی و سرگرمی‌اش این بود که پاهای خواهر و مادرش را در دست بگیرد و با رؤیای نواختنِ تار، بنوازد. کمی بعد، آهنگ‌هایی را که می‌شنید، با سوت اجرا می‌کرد. وی از سال ۱۳۱۳ تا ۱۳۱۹، تحصیلات دورهٔ ابتدایی خود را در دبستان علمیهٔ مشهد سپری کرد.

### دوران نوجوانی

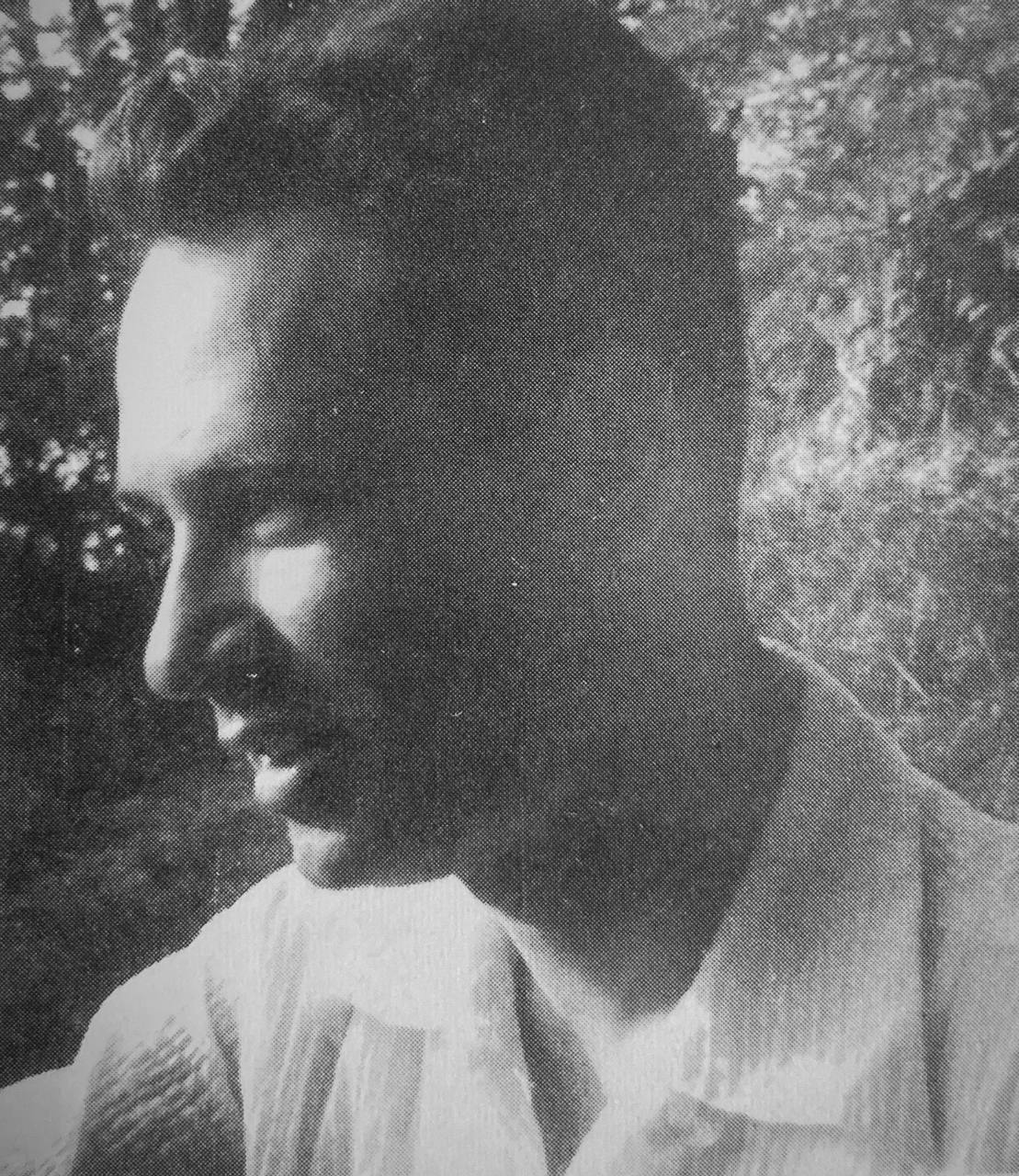
مسعودیه در نوجوانی

مسعودیه از مهر ۱۳۱۹ وارد دبیرستان شاه‌رضای مشهد شد و تحصیلات دورهٔ متوسطه را آغاز کرد. وی در این زمان بیشتر با غلامحسین یوسفی (نویسنده) و کاظم امیدوار که بعدها در ناسا مشغول به‌کار شد، دوستی و الفت داشت. هرچند که پدر محمدتقی با موسیقی به‌طور جدی مخالف بود و پرداختن به این هنر را چیزی در ردیف انحراف و اعتیاد به مواد مخدر می‌دانست، اما شوق و علاقهٔ او به ساز و موسیقی باعث شد تا سرانجام در سن ۱۶ سالگی به دور از چشم پدر، ساز ویلنی را از محمد فضائلی که نوازندهٔ ویلن و از خویشاوندانش بود بگیرد و مشغول فراگیری مقدمات  موسیقی شود. محمدتقی از تابستان سال ۱۳۲۲، نزد حسن جوان که در آن زمان تنها مدرس ساز ویلن در مشهد و همچنین آموزگار سرود مدارس این شهر بود رفت و فراگیری این ساز و موسیقی ایرانی را آغاز کرد. او مخفیانه تمرین می‌کرد و برای این‌که پدرش متوجه صدای ساز نشود، گاهی ساعت‌ها در صندوق‌خانهٔ کوچکِ منزل که پر از وسیله بود و گاهی در زیرزمینی که پر از تار عنکبوت بود، می‌نواخت و تمرین می‌کرد.
مسعودیه در خرداد سال ۱۳۲۴، دیپلم علمی سال پنجم متوسطه را دریافت و پس از آن به همراه خانواده به تهران مهاجرت کرد. وی در تهران به مدرسهٔ دارالفنون رفت و در خرداد سال ۱۳۲۵، دیپلم ادبی سال ششم متوسطه را کسب کرد.

### دوران جوانی

#### سال‌های تحصیل در ایران و خارج از کشور

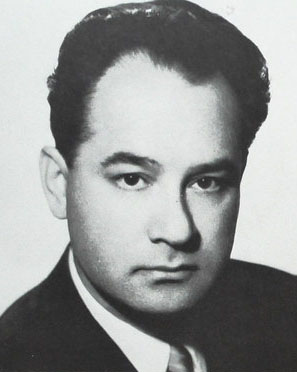
محمدتقی مسعودیه در جوانی

محمدتقی مسعودیه از مهر سال ۱۳۲۶، به توصیهٔ پدر و برای احترام به خواست وی، تحصیلات تکمیلی خود را در رشتهٔ حقوق قضایی، با ورود به دانشکدهٔ حقوق و علوم سیاسی دانشگاه تهران آغاز کرد. اما او هم‌زمان در هنرستان عالی موسیقی نیز نام‌نویسی کرد و به تحصیل موسیقی پرداخت. وی در شهریور ۱۳۲۹ مدرک کارشناسی حقوق قضایی را از دانشگاه تهران و دیپلم عالی موسیقی خود را از هنرستان عالی موسیقی اخذ کرد.
مسعودیه پس از آن تصمیم گرفت حقوق و قضا را کنار بگذارد و انرژی و وقت خود را به تحصیلات عالی در رشتهٔ مورد علاقه‌اش یعنی موسیقی اختصاص دهد. او دو سال پس از دریافت دیپلم هنرستان عالی موسیقی، به فرانسه سفر کرد و پس از قبولی در امتحان ورودی، از نیمهٔ سال ۱۳۳۱ در مدرسهٔ عالی موسیقی پاریس (کنسرواتوار ملی موسیقی پاریس) به فراگیری تخصصی ساز ویلن نزد لین تالوئل مشغول شد. وی هم‌زمان در این مدرسهٔ عالی، هارمونی را نزد ژرژ داندلو و کنترپوان را از نوئل گالان آموخت و در تابستان سال ۱۳۳۵، دانشنامهٔ دورهٔ فوق لیسانس خود را در رشتهٔ هارمونی دریافت کرد. مسعودیه نخستین ایرانی بود که چنین مدرکی با گرایش تخصصی هارمونی از کنسرواتوار ملی موسیقی پاریس به دست آورد.
در آن زمان به‌دلیل بالا بودن هزینهٔ دورهٔ دکترا، به ندرت به افراد خارجی بورس تحصیلی تعلق می‌گرفت، اما مسعودیه به عنوان یک شهروند غیرفرانسوی، پس از مدتی با استفاده از بورس تحصیلی اتحادیهٔ بین‌المللی دانشجویان ایرانی که مرکز آن در شهر پراگ بود، به لایپزیک در آلمان شرقی رفت و در شهریور ۱۳۳۷، تحصیلات خود را در مدرسهٔ عالی موسیقی این شهر، در رشتهٔ آهنگسازی ادامه داد. او در این زمان از آموزش‌های دو آهنگساز سرشناس آلمانی، اوتمار گرستر و یوهانس ویروخ بهره برد. مسعودیه در رابطه با روزهای اقامت و تحصیل در پاریس و لایپزیک نوشته‌است:
با توجه به این‌که این‌جانب در پاریس از هیچ‌گونه کمک‌هزینه یا بورس تحصیلی استفاده نمی‌کردم، الزاماً ناچار بودم به منظور ادامهٔ تحصیل و تأمین زندگی به مشاغل گاهی سخت و مشقت‌بار تن دردهم. از این رو به منظور ادامهٔ تحصیلات موسیقی در رشتهٔ کمپوزیسیون (آهنگسازی)، از اتحادیهٔ بین‌المللی دانشجویان ایرانی که مقر آن در پراگ بود، تقاضای بورس تحصیلی نمودم. خوشبختانه تقاضایم مورد قبول واقع شد و توانستم رشتهٔ کمپوزیسیون را در مدرسهٔ عالی موسیقی لایپزیک تحصیل نمایم.
مسعودیه زمانی که ۳۶ ساله بود، در تابستان سال ۱۳۴۲، دانشنامهٔ عالی، معادل مدرک دکترای آهنگسازی خود را از «کنسرواتوار لایپزیک» دریافت کرد.

##### تحصیل موسیقی‌شناسی و موسیقی‌شناسی قومی

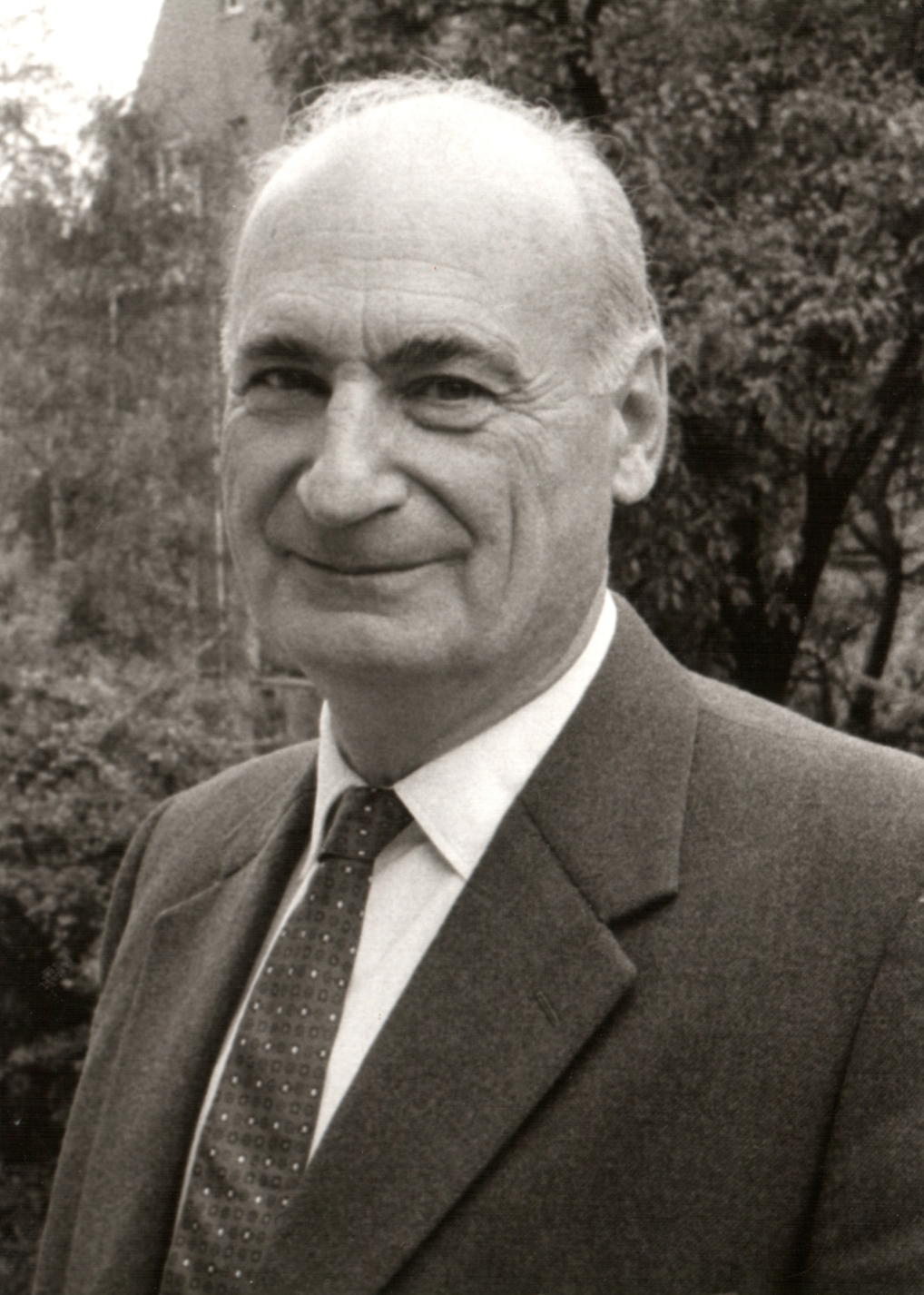
ماریوس اشنایدر، استادِ موسیقی‌شناسی قومی مسعودیه

محمدتقی مسعودیه که همچنان شوقِ آموختن داشت، این بار به شهر کلن سفر کرد تا در دانشگاه آن شهر به تحصیل موسیقی‌شناسی و موسیقی‌شناسی قومی بپردازد. او در فروردین سال ۱۳۴۳ وارد دانشگاه کلن شد و تحصیلات خود را در رشتهٔ موزیکولوژی (موسیقی‌شناسی تاریخی) نزد کارل گوستاو فلرر ادامه داد. وی همزمان رشتهٔ موسیقی‌شناسی قومی را نزد ماریوس اشنایدر فرا گرفت و به آهنگسازی نیز ادامه داد. مسعودیه در سال ۱۳۴۷ اثر دو موومان برای ارکستر زهی را تصنیف کرد. این اثر از نخستین آثار نوشته شده توسط یک آهنگساز ایرانی در بستر موسیقی آتُنال است.
او در اردیبهشت ۱۳۴۷، موفق به دریافت دانشنامهٔ دکترای تخصصی در رشتهٔ موسیقی‌شناسی قومی شد. رسالهٔ دکترای او با عنوانِ آواز شور: دربارهٔ تغییر و تحول ملودی در موسیقی هنری ایران، در دو جلد، بلافاصله پس از پایان تحصیلاتش در سال ۱۳۴۷، در رگنسبورگ آلمان به انتشار رسید. مسعودیه از ماریوس اشنایدر به عنوان بزرگترین آموزگار خود در زمینهٔ موسیقی‌شناسی تطبیقی و موسیقی‌شناسی قومی یاد می‌کرد. اشنایدر، موسیقی‌شناس سرشناس معاصر، دستیار و جانشین «هورن بوستل» در آرشیو فنوگرام برلین بود که در سال‌های ۱۹۵۵ تا ۱۹۶۸ در دانشگاه برلین تدریس می‌کرد. نظریه‌ها و ایده‌های اشنایدر در سطح بین‌المللی مطرح بود و شاگردان و نسل پس از وی به شدت تحت تأثیر او بودند. شیوهٔ او و شاگردانش تحت عنوان «مکتب موسیقی‌شناسی کُلن» شهرت یافته‌است. مکتب کلن اشنایدر، ادامه دهندهٔ مکتب برلینِ هورن بوستل به‌شمار می‌آید که مسعودیه یکی از دانشمندان این مکتب در سطح جهان بود.

### فعالیت‌ها

#### بازگشت به ایران

محمدتقی مسعودیه در میان‌سالی

محمدتقی مسعودیه که یکی از تحصیل‌کرده‌ترین موسیقی‌دانان زمان خود بود، پس از پایان تحصیلات، به ایران بازگشت و به تدریس موسیقی و آموخته‌های خود مشغول شد. او با دعوت هرمز فرهت، در زمستان سال ۱۳۴۸، به عنوان استادیار پیمانی، همکاری خود را با گروه آموزش موسیقی دانشکدهٔ هنرهای زیبای دانشگاه تهران آغاز کرد. مسعودیه ریاست نخستین کانون آکادمیک موسیقی پس از هنرستان‌ها را نیز در دانشگاه تهران به عهده گرفت. در سال ۱۳۵۱، نخستین کتاب خود را در ایران با عنوانِ خصوصیات ملودی در موسیقی سنتی خاورمیانه، هند و جنوب شرقی آسیا ترجمه و منتشر کرد. او پس از گذراندن مرحلهٔ رسمی آزمایشی در سال ۱۳۵۱ و مرحلهٔ رسمی قطعی در سال ۱۳۵۳، به سمت دانشیاری دانشگاه تهران رسید. مسعودیه در سال ۱۳۵۲، به همراه نورعلی برومند به عنوان استاد راهنما در رسالهٔ آواز ایران: تحلیل مکاتب اصفهان و تبریز در دورهٔ قاجار که پایان‌نامهٔ دانشگاهی محمدرضا لطفی بود حضور داشت. در همین زمان کتاب تجزیه و تحلیل چهارده ترانه محلی ایران، مداومت در اصول موسیقی ایران را نوشت و به انتشار رساند.
از ابتدای دههٔ ۱۳۵۰، دو بخش اصلی با تمرکز بر موسیقی سنتی ایرانی و موسیقی بومی و محلی ایرانی، در سازمان رادیو تلویزیون ملی ایران شکل گرفت. بخش نخست با عنوان مرکز حفظ و اشاعهٔ موسیقی و بخش دوم به پیشنهاد فوزیه مجد، با عنوان «گروه گردآوری و شناخت موسیقی بومی»، فعالیت‌های خود را آغاز کردند. محمدتقی مسعودیه به همراه فوزیه مجد، نخستین موسیقی‌دانی بودند که در گروه «گردآوری و شناخت موسیقی بومی»، به همکاری با این سازمان پرداختند. به بیانی دیگر، جمع‌آوری موسیقی نواحی با مسعودیه آغاز شد و فوزیه مجد ادامه‌دهندهٔ این راه بود. در این مرکز، «مردم‌شناسی موسیقی» توسط محمدتقی مسعودیه و فوزیه مجد بررسی می‌شد. مرکز مردم‌شناسی موسیقی، استودیویی در اختیار داشت که آثار بیشتر هنرمندان موسیقی محلی ایران در آنجا ضبط و جمع‌آوری می‌شد. این گردآوری‌ها در آرشیو رادیوی ایران موجود است. همچنین، مسعودیه که شیفتهٔ موسیقی مناطق مختلف بود، به‌منظور جمع‌آوری موسیقی‌های محلی به نقاط مختلف ایران سفر می‌کرد. در برخی از این سفرها، قدسیه مسعودیه نیز او را همراهی و یاری می‌کرد.
مسعودیه در سال ۱۳۵۶، کتاب موسیقی بوشهر اثر مشترک خود با «یوزف کوکرتز» را منتشر کرد. او در همین سال، ردیف آوازی موسیقی سنتی ایران را که محمود کریمی در سال‌های ۱۳۴۴ و ۱۳۴۵ ضبط کرده بود، با همکاری هوشنگ ظریف و رحمت‌الله بدیعی، نت‌نویسی و منتشر کرد. این ردیف از نمونه‌های اصیل و بی‌نقص در موسیقی آوازی ایرانی به‌شمار می‌آید که به عنوان مرجعی برای آموزش آواز و خوانندگان استفاده می‌شود.
مسعودیه در زمستان سال ۱۳۵۶ به همراه دوست و همکارش «یوزف کوکرتز» مدتی در دانشگاه کلن، به عنوان استاد مهمان به تدریس پرداخت. او در سال ۱۳۵۹ کتاب دیگری از خود با عنوان موسیقی تربت جام که حاصل سال‌ها پژوهش خود در موسیقی منطقهٔ تربت جامِ خراسان بود را منتشر کرد. مسعودیه در تابستان سال ۱۳۶۴، به عنوان استاد موسیقی‌شناسی تطبیقی در دانشگاه آزاد برلین و همچنین به همراه «یورگن النسر» در دانشگاه هومبولت برلین، تدریس کرد. او با استفاده از فرصت مطالعاتی، مدتی را نیز در دانشگاه‌های آمریکا و چند کشور دیگر به مطالعه و پژوهش پرداخت. وی در همین سال، اثر پژوهشی دیگر خود را با عنوان کتاب موسیقی بلوچستان منتشر کرد. در سال ۱۳۶۵ مسعودیه یکی از مهم‌ترین آثار خود یعنی کتاب مبانی اتنوموزیکولوژی موسیقی‌شناسی تطبیقی را به چاپ رساند که برخی این کتاب را یکی از مهم‌ترین کتاب‌های موسیقی‌شناسی قومی در جهان می‌دانند. او ۲ سال بعد، جلد اول کتاب موسیقی مذهبی ایران را که نخستین کتاب و پژوهش دربارهٔ موسیقی تعزیه در ایران است، منتشر کرد. مسعودیه در اردیبهشت سال ۱۳۷۲ به سمتِ «استاد رسمی قطعی تمام وقت» دانشگاه ارتقا یافت و به عنوان عضو هیئت علمی دانشگاه تهران، به تدریس و تحقیقات خود در این دانشگاه، دانشگاه هنر، دانشگاه علم و فرهنگ و دانشگاه سوره ادامه داد. او برای نخستین بار بسیاری از درس‌های تخصصی مربوط به موسیقی را وارد دانشگاه کرد که از آن میان می‌توان به تاریخ موسیقی اروپا، هارمونی پیشرفته و پراتیک، فرم و آنالیز، سازشناسی، ارکستراسیون، ترانسکریپسیون و مباحث گوناگون موسیقی‌شناسی قومی اشاره کرد. مسعودیه در سال ۱۳۷۲ و ۱۳۷۳، به عنوان عضو هیئت داوران در نهمین و دهمین جشنواره موسیقی فجر حضور داشت. او هم‌زمان با فعالیت‌های دانشگاهی، پژوهش‌های خود را ادامه داد و در سال ۱۳۷۵ کتاب نسخ خطی فارسی دربارهٔ موسیقی را به زبان فرانسوی در مونیخ آلمان منتشر کرد.
مسعودیه طی بیش از ۳۰ سال تدریس در دانشگاه، درس‌های مختلف رشتهٔ موسیقی را برای دانشجویان تدریس کرد. تاریخ موسیقی از یونان باستان تا دوران معاصر، مباحث مختلف در زمینهٔ تئوری و متد در موسیقی‌شناسی قومی، آوانویسی، سازشناسی، فرم و آنالیز، هارمونی پیشرفته، هارمونی عملی، ارکستراسیون، و مباحث مربوط به موسیقی شرق و موسیقی بومی نواحی مختلف ایران، از جملهٔ این درس‌ها بودند. او در بیش از ۳۰۰ پایان‌نامهٔ دانشگاهی به عنوان استاد راهنما، دانشجویان رشتهٔ موسیقی را هدایت کرد.

#### فعالیت‌های دیگر
مسعودیه عضو «گروه مطالعاتی مقام» در شورای بین‌المللی موسیقی سنتی بود و سال‌ها با این شورا همکاری کرد. وی در کنفرانس‌ها و همایش‌های بین‌المللی متعددی در زمینهٔ موسیقی‌شناسی قومی شرکت می‌کرد. مسعودیه در بخش موسیقی «همایش بین‌المللی تاریخ علم در ایران» نیز حضوری فعال داشت. وی مدتی هم در نگارش واژگان موسیقی فرهنگ بزرگ سخن با حسن انوری همکاری کرد.
او در اواخر زندگی در سمپوزیوم لندن حضور یافت و دربارهٔ موسیقی مذهبی و روضه‌خوانی در ایران مطالبی ارائه داد. او همچنین در ماه‌های آخر زندگی به همراه پنج موسیقی‌دان دیگر، از دانشگاه سوره تقاضای تأسیس رشتهٔ موسیقی‌شناسی قومی کرد. مسعودیه در پاییز سال ۱۳۷۷، برای آخرین‌بار در همایش دوسالانهٔ گروه مطالعاتی مقام که در استانبول ترکیه برگزار شده بود، حضور یافت و به سخنرانی پرداخت. او پیش از درگذشت، آوانویسی و تجزیه و تحلیل موسیقی گیلان و مازندران، کردستان، بختیاری، قشقایی، و آذربایجان را در دست تهیه و تدوین داشت.

#### شاگردان

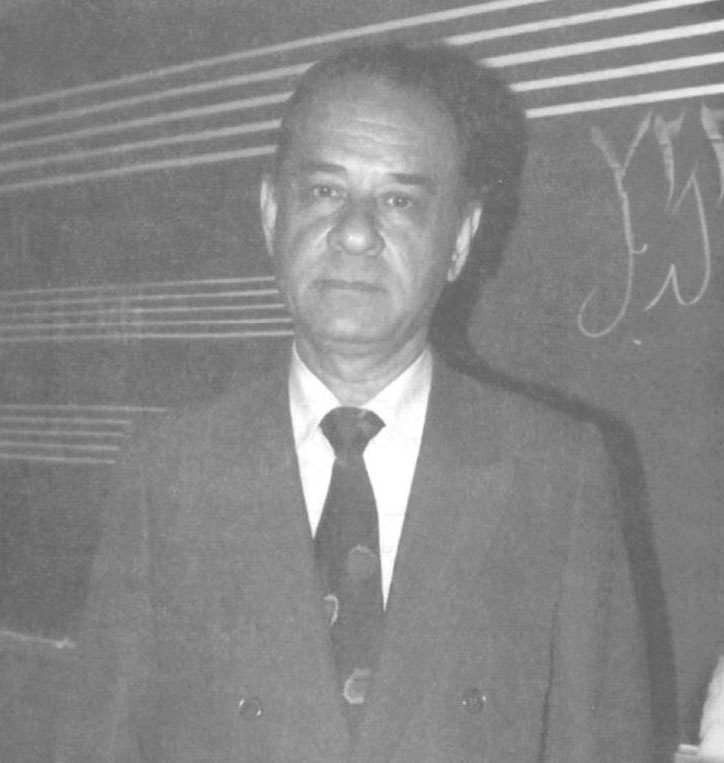
محمدتقی مسعودیه هنگام تدریس در دانشگاه

محمدتقی مسعودیه در طول سال‌ها تدریس در دانشگاه‌های ایران، شاگردان بسیاری را پرورش داد. از جملهٔ شاگردان محمدتقی مسعودیه می‌توان به محمدرضا درویشی، پرویز مشکاتیان، محمدرضا لطفی، فریدون شهبازیان، کامبیز روشن‌روان، شهرداد روحانی، هومان اسعدی، مسعود شناسا، عباس خوشدل، اسماعیل واثقی، پشنگ کامکار، هوشنگ جاوید، محمدجلیل عندلیبی، محمدعلی کیانی‌نژاد، مهران روحانی، محمد حقگو، پیروز ارجمند، محمدمهدی گورنگی، محمد آذری، و سیامک آقایی اشاره کرد.

### زندگی خصوصی
محمدتقی مسعودیه در سال ۱۳۷۶، هجده ماه پیش از درگذشت، با «پری محمودی» ازدواج کرد. آن‌ها از این ازدواج صاحب فرزندی نشدند.
محمدتقی مسعودیه در کار بسیار دقیق، جدی و ریزبین بود. برای هر ادعایی که بیان می‌شد دلیل روشن و سخن مستندی را لازم می‌دانست. با این حال خوش‌برخورد و با نشاط بود. هروقت از جانب شاگردان و اطرافیانش با یک بی‌دقتی، کوتاهی یا سهل‌انگاری و بی‌توجهی مواجه می‌شد، با عبارتِ «اَتَک ژنرال» (که تکیه‌کلام او در این مواقع بود)، فرد را متوجه اشتباه خود می‌کرد و این نهایتِ تُندی او بود.
مسعودیه به ادبیات، تاریخ و فرهنگ ایرانی علاقه داشت و کتاب‌های بسیاری در این زمینه جمع‌آوری کرده بود. او شخصیتی «متواضع، بردبار، فروتن و مهربان» داشت. استفاده از لقب‌هایی مانند «دکتر» را برای خودش نمی‌پسندید و خود را تنها محمدتقی مسعودیه معرفی می‌کرد. مهم‌ترین اصل زندگی او کار بود و جمله‌ای از احمد شاملو را برای خود به‌کار می‌برد: «در خود به جُست‌وجویی پیگیر، همت نهاده‌ام. در خود به کاوشَم. در خود ستمگرانه من چاه می‌کَنَم. من نقب می‌زنم. من حفر می‌کنم.»
او هیچ‌گاه در حضور جمع خود را پژوهشگر معرفی نمی‌کرد. از مصاحبه با رسانه‌ها و چاپ عکس دوری می‌کرد. هنگامی که به زادگاهش، مشهد می‌رفت به همهٔ اقوام دور و نزدیک سر می‌زد. به علی بن موسی الرضا علاقه داشت و می‌گفت: «هرچه از امام رضا خواسته‌ام به من داده‌است.»

## درگذشت
محمدتقی مسعودیه ۱۲ بهمن ۱۳۷۷، به علت ایست قلبی در منزل شخصی خود در تهران درگذشت. او در آخرین ساعات زندگی نیز در اتاق کارش مشغول آهنگسازی و نوشتن صفحهٔ هشتم یک اثر سمفونیک ناتمام بود. هرچند که وی به دلیل دلبستگی به فرهنگ ایرانی دوست داشت که در شهر نیشابور دفن شود و می‌گفت: «در آن شهر شاعر و نقاش هست و جای یک موسیقی‌دان خالیست» اما پس از درگذشت، پیکر او با نظر نزدیکان و با حضور دانشجویان و شاگردانش از دانشگاه تهران تشییع و در قطعه هنرمندان بهشت زهرا به خاک سپرده شد.

### واکنش‌ها

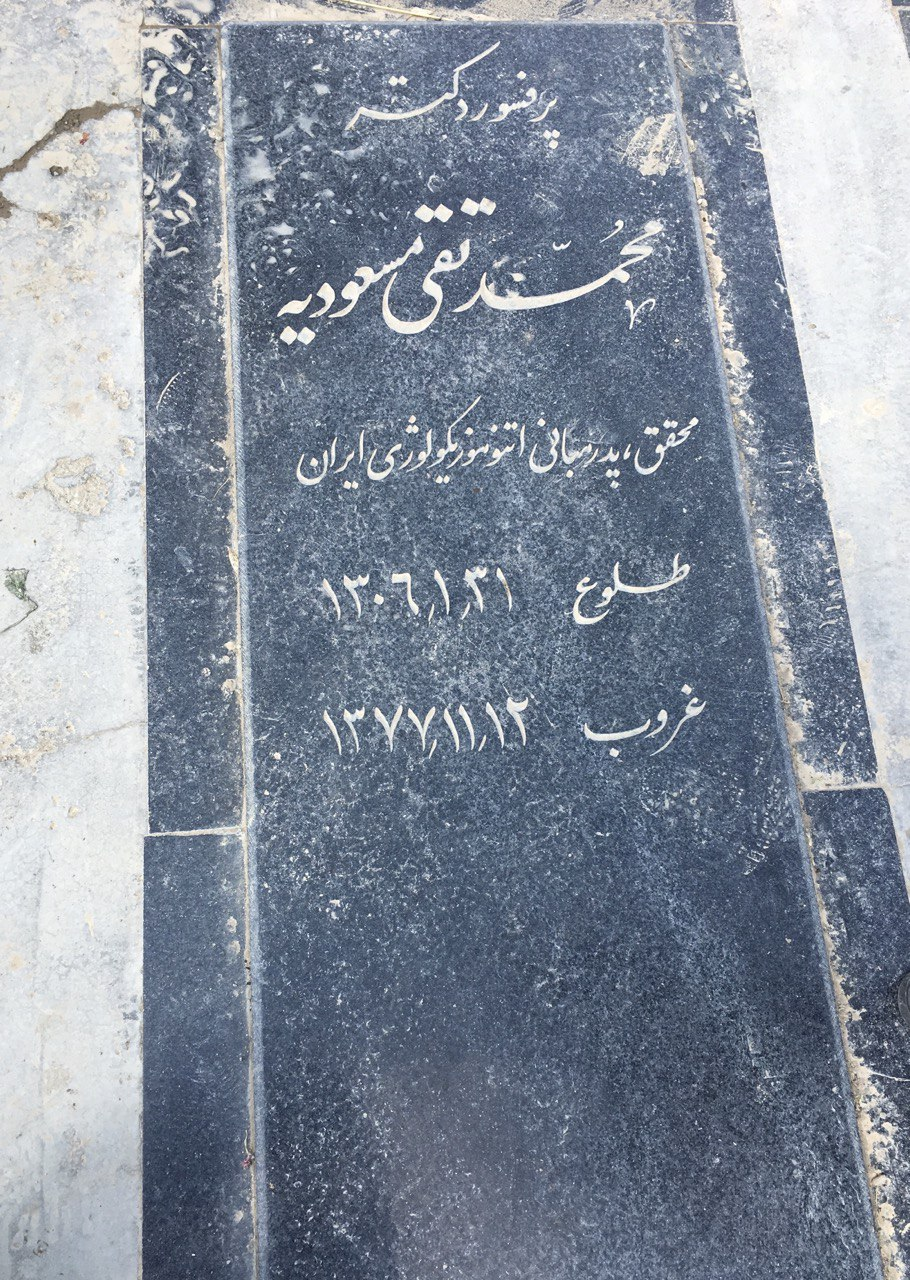
آرامگاه محمدتقی مسعودیه، قطعه هنرمندان بهشت زهرای تهران

رویگرد شوماخر، استاد موسیقی‌شناسی قومی دانشگاه کلن آلمان در واکنش به درگذشت مسعودیه نوشت:
| « | با درگذشت محمدتقی مسعودیه دانشگاه کلن یکی از برجسته‌ترین فارغ‌التحصیلانش و جهان موسیقی‌شناسی قومی یکی از بزرگترین دانشمندانش را از دست داد. | » |

برونو نتل، استاد موسیقی‌شناسی قومی در دانشگاه ایلینوی آمریکا، که به مدت ۲ سال در دههٔ ۱۳۴۰ در تهران اقامت داشت، در پیامی مسعودیه را یکی از چهره‌های شاخص موسیقی ایران ارزیابی کرد که در همایش‌های بین‌المللی موسیقی‌شناسی نیز شرکت می‌جست تا نظرات جالب خود را در مورد ساختار مقام در موسیقی خاورمیانه تشریح کند.
محمدرضا درویشی که خود از شاگردان مسعودیه بود نیز دربارهٔ او نوشت:
استاد محمدتقی مسعودیه، موسیقی‌دان و پژوهشگر برجستهٔ موسیقی از میان ما رفت. درگذشت او ضایعه‌ای بزرگ بر پیکرهٔ موسیقی ایران و پژوهش‌های فرهنگی این سرزمین وارد کرد. شاید در میان دوستان، علاقه‌مندان و شاگردانی که بیش از سه دهه از او آموختند، افرادی انگشت‌شمار او را به‌راستی شناختند و از دانش و تسلط او در حوزه‌های مختلف موسیقی آگاهی یافتند. گسترهٔ وسیع دانش و اطلاعات او در بسیاری از زمینه‌های موسیقی، باورنکردنی و گاه اعجاب‌براگیز بود و به همان اندازه نیز پشتکار، دقت علمی و انضباط او در کار.
چند روز پس از درگذشت مسعودیه، نام او در فهرست برگزیدگان ۲۰ سال موسیقی پس از انقلاب ۱۳۵۷ به ثبت رسید و در چهاردهمین جشنوارهٔ موسیقی فجر، مورد تجلیل قرار گرفت.
۲۵ آذر سال ۱۳۸۴، مراسم بزرگداشت محمدتقی مسعودیه با حضور هنرمندانی همچون شاهین فرهت، نصرالله ناصح‌پور، ساسان فاطمی، محمد فدوی و جمعی از دانشجویان رشتهٔ موسیقی دانشگاه‌های تهران در تالار خلیج فارس فرهنگسرای نیاوران برگزار شد. در این مراسم، ساسان فاطمی و شاهین فرهت دربارهٔ زندگی و آثار مسعودیه به سخنرانی پرداختند و «گروه زهی پارسیان» نیز، قطعهٔ دو موومان برای ارکستر زهی اثر محمدتقی مسعودیه را به یاد او نواختند.

## آثار

### پژوهش
ایران مانند تقریباً همهٔ فرهنگ‌های پیشرفته، از یک سوی دارای موسیقی سنتی (ردیف) است و از سوی دیگر، موسیقی بومی یا به‌اصطلاح محلی. در این گروه‌بندی باید همچنین موسیقی مذهبی را اضافه نمود. اصولاً موسیقی سنتی یا به‌اصطلاح هنری در درجهٔ اول به‌علت دارا بودن قواعد تئوریک مدون، نسبت به موسیقی بومی تمایز می‌یابد. … بدیهی است تنها با تجزیه و تحلیل علمی مبتنی بر ثبت دقیق فرهنگ‌های موسیقی مناطق ایران و ردیف سنتی می‌توان به غنا و اهمیت آن‌ها پی برد.

محمدتقی مسعودیه
محمدتقی مسعودیه سال‌های زیادی را صرف پژوهش کرد که حاصل آن چندین کتاب و مقاله و همچنین ضبط آثار بسیاری از موسیقی مناطق ایران و جهان است. مسعودیه کتاب‌ها و مقالاتی به چهار زبان انگلیسی، آلمانی، فرانسوی و فارسی تألیف کرده که در مجموعه‌ای پانزده جلدی منتشر شده‌است. مسعودیه برای آوانویسی موسیقی نواحی مختلف ایران، علامت‌های ویژه‌ای که بیانگر برخی از حالت‌های مختلف این نوع موسیقی است، طراحی و ابداع کرد.
شیوهٔ مسعودیه در موسیقی‌شناسی بیشتر با نگاه طبیعت‌گرایانه به موسیقی همراه بود. او در حیطهٔ تخصصی خود، برخوردی کاملاً متدولوژیک و علمی، مبتنی بر آموزه‌های آکادمیک غربی در علم موسیقی‌شناسی قومی داشت. وی در موسیقی‌شناسی تطبیقی سبکی ویژه داشت که به‌طور کلی متأثر از «مکتب برلین»، همراه با جنبه‌هایی از یافته‌های جدید موسیقی‌شناسی قومی در «مکتب آمریکا» بود. او در آوانویسی نهایتِ ریزبینی و دقت را به کار می‌برد. شیوهٔ خاص مسعودیه در آوانویسی و تجزیه و تحلیل موسیقی‌های غیرغربی، شهرتی جهانی دارد. او در طول زندگی خود سفرهای پژوهشی بسیاری به نقاط مختلف جهان داشت. در این سفرها، فرهنگ‌های موسیقی مناطق مختلف دنیا را با نگرشی عمیق مورد مطالعه قرار داد و در حیطهٔ گسترده‌ای به پژوهش پرداخت.
اگرچه پیش از مسعودیه، موسیقی‌دانانی نظیر زاون هاکوپیان و خاچی خاچیک دربارهٔ موسیقی‌شناسی قومی مباحثی را مطرح کرده بودند و در سال ۱۳۴۰ در کنگرهٔ موسیقی تهران نیز برخی از موسیقی‌شناسان غربی در این زمینه به سخنرانی پرداختند، اما این موضوع با تلاش‌های محمدتقی مسعودیه به‌صورت جدی مطرح شد.

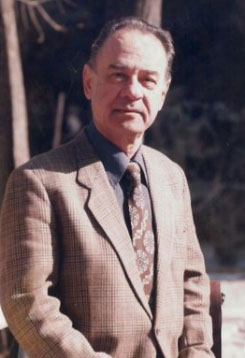
محمدتقی مسعودیه در سال‌های پایانی زندگی

تا پیش از فعالیت‌های علمی مسعودیه، موسیقی‌شناسی تطبیقی یا موسیقی‌شناسی قومی به عنوان بخشی از موسیقی‌شناسی سیستماتیک در ایران ناشناخته بود. او در کتاب مبانی اتنوموزیکولوژی برای نخستین‌بار علم موسیقی‌شناسی قومی را به ایرانیان معرفی کرد. از همین رو، مسعودیه را «پدر اتنوموزیکولوژی ایران» لقب داده‌اند. همچنین برخی او را پایه‌گذار موسیقی آکادمیک در ایران می‌دانند.
دامنهٔ پژوهش‌های محمدتقی مسعودیه، مباحث متنوعی را در بر می‌گیرد. از مباحث نظری موسیقی‌شناسی قومی گرفته تا تجزیه و تحلیل ردیف موسیقی ایرانی، طبقه‌بندی علمی سازهای جهان و سازهای نواحی مختلف ایران، موسیقی مذهبی ایران و جهان اسلام، فرهنگ‌های موسیقایی غیرغربی، موسیقی خاورمیانه اسلامی، بررسی نسخ خطی مربوط به موسیقی و مطالب متنوع دیگر، گستره‌ای از فعالیت‌های علمی او بوده‌است. تا به امروز دامنهٔ فعالیت‌های هیچ موسیقی‌شناسی در ایران به اندازهٔ مسعودیه وسیع و عمیق نبوده‌است.
توماس اوگر، موسیقی‌شناس و ایران‌شناس آلمانی که از مسعودیه به عنوان یک چهرهٔ جهانی، ملی و بین‌المللی یاد می‌کند، معتقد است «کتاب موسیقی بوشهر اثر محمدتقی مسعودیه و یوزف کوکرتز در نوع خود رنسانسی در آن سُنّتِ تقریباً فراموش‌شده ایجاد کرد و امروزه موسیقی‌دانان جوانی هستند که سبک بوشهری را پیش برده‌اند». به عقیدهٔ او، این تأثیرات مسعودیه را برای پژوهش‌های خود در سنت‌های نواحی مختلف ایران و حتی فراسوی مرزهای جغرافیایی ایران، ترغیب کرد. توماس اوگر دربارهٔ گفت‌وگوهایش با مسعودیه نوشته‌است: «او چنین اظهار می‌کرد که بزرگترین رسالت و وظیفهٔ کاری او این است که به دانشجویان ایرانی سنّت‌های موسیقی نواحی خودشان و نیز کشورهای هم‌جوار با ایران را نشان دهد و به آنان ایده‌ای از بستر و زمینهٔ جهانی-ایرانی ارائه کند.»
تسلط مسعودیه به زبان‌هایی نظیر فرانسوی، آلمانی و انگلیسی او را نه تنها با پژوهش‌های موسیقی‌شناسی جدید آشنا می‌ساخت، بلکه باعث می‌شد تا پژوهش‌های خود او نیز به زبان‌های مختلف منتشر شود و به بایگانی دانشگاه‌های معتبر جهان راه یابد. مسعودیه نخستین کسی بود که علاوه بر موسیقی کلاسیک ایرانی، دربارهٔ موسیقی مردمی فرهنگ‌های مختلف ایران پژوهش کرد و این گونه از موسیقی را شایستهٔ مطالعه دانست.

«آوانویسی و تجزیه و تحلیل ردیف به روایت محمود کریمی توسط مسعودیه، در مجموع پس از ردیف موسی معروفی یک تفسیر برجسته و مهم دیگر از رپرتوار مقامی ایرانی محسوب می‌شود. این اثر را بایستی در تداوم ردیف معروفی و نیز مکملی برای آن دانست که منجر به فتح بابی برای ارائهٔ تفسیرهای ملودیک بیشتر از اصول مدالی شد که موسیقی سنتی یا هنری ایرانی را سرزندگی و پویایی بیشتری داد، به‌ویژه پس از تکوین آن در حدود ۱۹۰۰ و تأثیر قوی فرهنگ غربی که در طی قرن ۱۹ آغاز شده بود، اگرچه چند ردیف مختصر پیشتر وجود داشت.»

توماس اوگر
نسخ خطی فارسی دربارهٔ موسیقی، یکی از آخرین آثار محمدتقی مسعودیه به زبان فرانسوی است که در سال ۱۹۹۶ م. در مونیخ منتشر شد. مسعودیه برای نگارش و گردآوری این کتاب، سال‌ها در زمینهٔ نسخ خطی فارسی پژوهش کرد که حاصل آن در جلد دوازدهم از سری معرفی نسخ خطی موسیقی جهان در مجموعهٔ بین‌المللی منابع موسیقایی به انتشار رسید که یکی از مهم‌ترین آثار در نوع به حساب می‌آید. در این کتاب حدود ۲۰۰ رسالهٔ موسیقی فارسی به‌طور خلاصه ارائه و با دقت معرفی شده‌است. توجه به مطالعات تاریخی و استفاده از منابع دست اول و نسخه‌های خطی، مسعودیه را به گردآوری این کتاب ترغیب ساخت. فهرست نسخِ خطی مسعودیه یکی از معدود نمونه‌هایی است که می‌تواند به مطالعات دانشجویان و پژوهشگران کمک کند.
مسعودیه در پژوهش‌های خود به آثاری در موسیقی مناطق مختلف ایران دست یافته بود که نمونه‌هایی از موسیقی چندصدایی بودند. به عقیدهٔ او این نوع از موسیقی چندصدایی غیر از نمونه‌های موسیقی نواحی، در موسیقی تعزیهٔ دورهٔ قاجار نیز قابل شنیدن است. کتاب موسیقی ترکمنی، آخرین پژوهش مسعودیه بود که حدود ۲ سال پس از درگذشت وی منتشر شد. بهروز وجدانی پژوهشگر موسیقی، معتقد است که این کتاب «ارزشمندترین پژوهش انجام شده در موسیقی‌شناسی قومی ایران است». پس از درگذشت مسعودیه آثار دیگری از او به چاپ رسیده و هنوز هم آثار منتشر نشدهٔ دیگری از وی باقی مانده‌است.

### آهنگسازی
مسعودیه ۲۲ قطعه موسیقی خلق کرده‌است. آثاری که از مسعودیه توسط اجرا شده، گویای شخصیت اوست که از لحاظ سبک دارای کروماتیزمی است که به‌نوعی یک مرکز تونال دارد، ولی در یک تونالیته نمی‌ماند. او که از آهنگسازان پیشرو معاصر ایران به‌شمار می‌آید، در آثارش به‌دنبال ارائهٔ یک بافت ملودیک نبود و بیشتر بر منطق‌های چندصدایی و فوگال در آهنگسازی تأکید می‌کرد. تلاش برای بسط و گسترش موسیقی ملی، از مهم‌ترین دغدغه‌های مسعودیه در آثار تألیفی و آهنگسازی او بود. نگاه خاص او به چندصدایی نیز ریشه در شناخت عمیق او از موسیقی بومی داشت. وی نشانه‌های مختلف چندصدایی در موسیقی ملی ایران را در آثار خود عرضه کرده‌است.
دو موومان برای ارکستر زهی که در سال ۱۳۴۷ ه‍.خ توسط مسعودیه ساخته شد، از نخستین آثار موسیقی آتنال در بین آهنگسازان ایرانی محسوب می‌شود. حرکت‌های کاننیک و ایمیتاسیونی و به‌کارگیری فوگاتو، از تکنیک‌های مورد علاقهٔ مسعودیه در آهنگسازی بوده‌است که هم در قطعهٔ دو موومان برای ارکستر زهی و هم در موومان سمفونیک مشهود است. به‌کارگیری مُدهای مختلف و همراهی آن مد با هارمونی‌های سکوندال، کوارتال و به‌طور کلی فاصله‌های عمودی که سوم‌ها در آن نقش کمتری دارند، در برخی قسمت‌های دو موومان برای ارکستر زهی باعث شده تا بافت صدای ایجاد شده، فاقد تونالیته و صدای مرکزی باشد. با این حال استفاده از فاصله‌های دوم افزوده و پس از آن حرکت به دوم کوچک، از جمله تکنیک‌هایی است که مسعودیه برای ایجاد فضای مُدهای ایرانی از جمله همایون و چهارگاه، استفاده کرده‌است.
مسعودیه در ارائهٔ آثار موسیقی خود، معتدل و میانه‌رو بود. در آثار او نوآوری تا آنجا استفاده می‌شد که به محتوا و فرم آسیب نرساند. موسیقی مسعودیه «آرام، ساده، برانگیزاننده و وفادار به آموزه‌های موسیقی غربی است». آثاری از او در برنامه‌های ارکستر سمفونیک تهران در سال‌های پیش و پس از انقلاب ۱۳۵۷ به اجرا درآمده و تعدادی از قطعات او نیز به رهبری علی رهبری و منوچهر صهبایی در اروپا ضبط شده‌اند.
| ۱            | آواز شور                                                           | رگنسبورگ آلمان | رگنسبورگ آلمان | ۱۳۴۷ | دربارهٔ تغییر و تحول ملودی در موسیقی هنری ایران، به زبان آلمانی و فرانسوی                       | دربارهٔ تغییر و تحول ملودی در موسیقی هنری ایران، به زبان آلمانی و فرانسوی                       | [ ۱۱۶ ]                           | [ ۱۱۶ ] |
| ۲            | سنت و راه در موسیقی ایرانی                                         | رگنسبورگ آلمان | رگنسبورگ آلمان | ۱۳۵۱ |                                                                                                |                                                                                                | [ ۱۱۶ ]                           | [ ۱۱۶ ] |
| ۳            | خصوصیات ملودی در موسیقی سنتی خاورمیانه، هند و جنوب شرقی آسیا       | دانشگاه تهران | دانشگاه تهران | ۱۳۵۱ | ترجمه                                                                                          | ترجمه                                                                                          | [ ۱۱۷ ]                           |         |
| ۴            | تجزیه و تحلیل چهارده ترانه محلی ایران، مداومت در اصول موسیقی ایران | وزارت فرهنگ و هنر | وزارت فرهنگ و هنر | ۱۳۵۳ |                                                                                                |                                                                                                | [ ۱۱۸ ]                           |         |
| ۵            | موسیقی بوشهر                                                       | رادیو و تلویزیون ملی ایران | رادیو و تلویزیون ملی ایران | ۱۳۵۶ | به همراه یوزف کوکرتز. این کتاب ابتدا در سال ۱۳۵۵ به زبان آلمانی در سالزبورگ آلمان منتشر شد.    | به همراه یوزف کوکرتز. این کتاب ابتدا در سال ۱۳۵۵ به زبان آلمانی در سالزبورگ آلمان منتشر شد.    | [ ۱۱۹ ]                           |         |
| ۶            | ردیف آوازی موسیقی سنتی ایران به روایت محمود کریمی                  | وزارت فرهنگ و هنر، انجمن اشاعه و اعتلای موسیقی | وزارت فرهنگ و هنر، انجمن اشاعه و اعتلای موسیقی | ۱۳۵۶ | آوانویسی و تجزیه و تحلیل محمدتقی مسعودیه                                                       | آوانویسی و تجزیه و تحلیل محمدتقی مسعودیه                                                       | [ ۱۲۰ ]                           |         |
| ۷            | موسیقی تربت جام                                                    | سروش | سروش | ۱۳۵۹ |                                                                                                |                                                                                                | [ ۱۲۱ ]                           |         |
| ۸            | موسیقی بلوچستان                                                    | سروش | سروش | ۱۳۶۴ | این کتاب در سال ۱۳۶۷ به زبان آلمانی در هامبورگ آلمان منتشر شد.                                 | این کتاب در سال ۱۳۶۷ به زبان آلمانی در هامبورگ آلمان منتشر شد.                                 | [ ۱۲۲ ]                           |         |
| ۹            | مبانی اتنوموزیکولوژی موسیقی‌شناسی تطبیقی                            | سروش | سروش | ۱۳۶۵ |                                                                                                |                                                                                                | [ ۱۲۳ ]                           |         |
| ۱۰           | موسیقی مذهبی ایران                                                 | سروش | سروش | ۱۳۶۷ | جلد اول موسیقی تعزیه                                                                           | جلد اول موسیقی تعزیه                                                                           | [ ۱۲۴ ]                           |         |
| ۱۱           | ردیف آوازی موسیقی سنتی ایران به روایت محمود کریمی                  | انجمن موسیقی ایران | انجمن موسیقی ایران | ۱۳۷۴ | جلد دوم، آوانویسی و تجزیه و تحلیل محمدتقی مسعودیه                                              | جلد دوم، آوانویسی و تجزیه و تحلیل محمدتقی مسعودیه                                              | [ ۱۲۵ ]                           |         |
| ۱۲           | موسیقی ترکمنی                                                      | مؤسسه فرهنگی-هنری ماهور | مؤسسه فرهنگی-هنری ماهور | ۱۳۷۴ | آوانویسی و تجزیه و تحلیل                                                                       | آوانویسی و تجزیه و تحلیل                                                                       | [ ۱۲۶ ]                           |         |
| ۱۳           | نسخ خطی فارسی دربارهٔ موسیقی                                        | | | ۱۳۷۴ | به زبان آلمانی و فرانسوی                                                                       | به زبان آلمانی و فرانسوی                                                                       | [ ۱۲۷ ]                           |         |
| ۱۴           | سازهای ایران                                                       | زرین و سیمین | زرین و سیمین | ۱۳۸۳ |                                                                                                |                                                                                                | [ ۱۲۸ ]                           |         |
| ۱۵           | سازشناسی                                                           | سروش | سروش | ۱۳۸۹ |                                                                                                |                                                                                                | [ ۱۲۹ ]                           |         |
| ۱۶           | فهرست نسخ خطی موسیقی ایرانی                                        | فرهنگستان هنر | فرهنگستان هنر | ۱۳۹۱ | گردآوری محمدتقی مسعودیه و قدسیه مسعودیه                                                        | گردآوری محمدتقی مسعودیه و قدسیه مسعودیه                                                        | [ ۱۳۰ ]                           |         |
| قطعات موسیقی |                                                                    | | | |                                                                                                |                                                                                                |                                   |         |
| شماره        | نام قطعه                                                           | تاریخ ساخت | توضیحات | توضیحات | توضیحات                                                                                        | توضیحات                                                                                        | منبع                              |         |
| ۱            | چهار لید برای سوپرانو و پیانو                                      | ۱۳۳۵ تا ۱۳۳۶، آذر و دی ۱۳۳۹ | بر روی شعرهای خیام نیشابوری | بر روی شعرهای خیام نیشابوری | بر روی شعرهای خیام نیشابوری                                                                    | بر روی شعرهای خیام نیشابوری                                                                    | [ ۱۳۱ ]                           |         |
| ۲            | دو موومان برای ارکستر زهی                                          | ۱۳۴۷ | نُتِ این اثر در سال ۱۳۵۷ توسط انتشارات ادارهٔ کل آموزش هنری وزارت فرهنگ و هنر به چاپ رسید.                                                                        | نُتِ این اثر در سال ۱۳۵۷ توسط انتشارات ادارهٔ کل آموزش هنری وزارت فرهنگ و هنر به چاپ رسید.                                                                        | نُتِ این اثر در سال ۱۳۵۷ توسط انتشارات ادارهٔ کل آموزش هنری وزارت فرهنگ و هنر به چاپ رسید.        | نُتِ این اثر در سال ۱۳۵۷ توسط انتشارات ادارهٔ کل آموزش هنری وزارت فرهنگ و هنر به چاپ رسید.        | [ ۱۳۱ ]                           |         |
| ۳            | سرود برای کر و ارکستر سمفونیک                                      | ۱۷ اسفند ۱۳۴۷ | | |                                                                                                |                                                                                                | [ ۱۳۱ ]                           |         |
| ۴            | دست به دستمالم، برای سوپرانو و کر                                  | فروردین و اردیبهشت ۱۳۴۸ | تنظیم قطعهٔ محلی | تنظیم قطعهٔ محلی | تنظیم قطعهٔ محلی                                                                                | تنظیم قطعهٔ محلی                                                                                | [ ۱۳۱ ]                           |         |
| ۵            | لالایی برای سوپرانو و کر                                           | | تنظیم قطعهٔ محلی | تنظیم قطعهٔ محلی | تنظیم قطعهٔ محلی                                                                                | تنظیم قطعهٔ محلی                                                                                | [ ۱۳۱ ]                           |         |
| ۶            | هی‌یار هی‌یار برای کر                                                | | تنظیم قطعهٔ محلی | تنظیم قطعهٔ محلی | تنظیم قطعهٔ محلی                                                                                | تنظیم قطعهٔ محلی                                                                                | [ ۱۳۱ ]                           |         |
| ۷            | دَمکُل برای کر                                                       | | تنظیم قطعهٔ محلی | تنظیم قطعهٔ محلی | تنظیم قطعهٔ محلی                                                                                | تنظیم قطعهٔ محلی                                                                                | [ ۱۳۱ ]                           |         |
| ۸            | خورده کیجا برای کر                                                 | | تنظیم قطعهٔ محلی، «خورده کیجا» به معنی دختر کوتاه قامت، از آوازهای محلی و عاشقانهٔ مازندران است.                                                                 | تنظیم قطعهٔ محلی، «خورده کیجا» به معنی دختر کوتاه قامت، از آوازهای محلی و عاشقانهٔ مازندران است.                                                                 | تنظیم قطعهٔ محلی، «خورده کیجا» به معنی دختر کوتاه قامت، از آوازهای محلی و عاشقانهٔ مازندران است. | تنظیم قطعهٔ محلی، «خورده کیجا» به معنی دختر کوتاه قامت، از آوازهای محلی و عاشقانهٔ مازندران است. | [ ۱۳۲ ]                           |         |
| ۹            | وَمَکه برای کر                                                       | | تنظیم قطعهٔ محلی | تنظیم قطعهٔ محلی | تنظیم قطعهٔ محلی                                                                                | تنظیم قطعهٔ محلی                                                                                | [ ۱۳۳ ]                           |         |
| ۱۰           | مارش برای ارکستر نظامی و پیانو                                     | | | |                                                                                                |                                                                                                | [ ۱۳۳ ]                           |         |
| ۱۱           | فانتزیی برای ارکستر زهی                                            | ۱۰ خرداد ۱۳۴۹ | | |                                                                                                |                                                                                                | [ ۱۳۳ ]                           |         |
| ۱۲           | سرود سازمان زنان برای کر و ارکستر سمفونیک                          | ۲۹ شهریور ۱۳۴۹ | | |                                                                                                |                                                                                                | [ ۱۳۳ ]                           |         |
| ۱۳           | سرود دانشگاه جندی‌شاپور برای کر و پیانو                             | ۴ اردیبهشت ۱۳۵۰ | | |                                                                                                |                                                                                                | [ ۱۳۳ ]                           |         |
| ۱۴           | اورتور برای ارکستر سمفونیک                                         | ۱۶ آذر ۱۳۵۱ | | |                                                                                                |                                                                                                | [ ۱۳۳ ]                           |         |
| ۱۵           | شاکون و ایمیتاسیون برای ارکستر زهی                                 | ۱۸ بهمن ۱۳۵۲ | | |                                                                                                |                                                                                                | [ ۱۳۳ ]                           |         |
| ۱۶           | موومان سمفونیک                                                     | ۹ بهمن ۱۳۵۴ | اجرا و ضبط شدهٔ ارکستر سمفونیک نورنبرگ | اجرا و ضبط شدهٔ ارکستر سمفونیک نورنبرگ | اجرا و ضبط شدهٔ ارکستر سمفونیک نورنبرگ                                                          | اجرا و ضبط شدهٔ ارکستر سمفونیک نورنبرگ                                                          | [ ۱۳۳ ]                           |         |
| ۱۷           | کوارتت زهی در یک موومان                                            | ۱۵ بهمن ۱۳۵۷ | | |                                                                                                |                                                                                                | [ ۱۳۳ ]                           |         |
| ۱۸           | واریاسیون سمفونیک ایستار                                           | ۳ فروردین ۱۳۶۳ | | |                                                                                                |                                                                                                | [ ۱۳۳ ]                           |         |
| ۱۹           | سوییت ایرانی                                                       | | | |                                                                                                |                                                                                                | [ ۱۳۳ ]                           |         |
| ۲۰           | دو موومان برای ارکستر زهی                                          | | تجدید نظر | تجدید نظر | تجدید نظر                                                                                      | تجدید نظر                                                                                      | [ ۱۳۳ ]                           |         |
| ۲۱           | محلی برای پیانو                                                    | شهریور، مهر ۱۳۷۵ | | |                                                                                                |                                                                                                | [ ۱۳۳ ]                           |         |
| ۲۲           | قطعهٔ‌سمفونیک ناتمام                                                 | بهمن ۱۳۷۷ | محمدتقی مسعودیه هنگام نگارش صفحهٔ ۸ این اثر، در ۱۲ بهمن ۱۳۷۷ درگذشت.                                                                                            | محمدتقی مسعودیه هنگام نگارش صفحهٔ ۸ این اثر، در ۱۲ بهمن ۱۳۷۷ درگذشت.                                                                                            | محمدتقی مسعودیه هنگام نگارش صفحهٔ ۸ این اثر، در ۱۲ بهمن ۱۳۷۷ درگذشت.                            | محمدتقی مسعودیه هنگام نگارش صفحهٔ ۸ این اثر، در ۱۲ بهمن ۱۳۷۷ درگذشت.                            | [ ۱۳۳ ]                           |         |
| مقاله‌ها      |                                                                    | | | |                                                                                                |                                                                                                |                                   |         |
| شماره        | نام مقاله                                                          | توضیحات | توضیحات | توضیحات | زمان انتشار                                                                                    | ناشر                                                                                           | منبع                              |         |
| ۱            | دربارهٔ جوهر آثار موسیقی                                            | نوشتهٔ سوفیا لیسا، ترجمهٔ محمدتقی مسعودیه | نوشتهٔ سوفیا لیسا، ترجمهٔ محمدتقی مسعودیه | نوشتهٔ سوفیا لیسا، ترجمهٔ محمدتقی مسعودیه | تیر و مرداد ۱۳۴۷                                                                               | مجلهٔ موسیقی، شماره ۱۱۷                                                                         | [ ۱۳۵ ]                           |         |
| ۲            | دربارهٔ جوهر آثار موسیقی ۲                                          | نوشتهٔ سوفیا لیسا، ترجمهٔ محمدتقی مسعودیه | نوشتهٔ سوفیا لیسا، ترجمهٔ محمدتقی مسعودیه | نوشتهٔ سوفیا لیسا، ترجمهٔ محمدتقی مسعودیه | شهریور و آذر ۱۳۴۷                                                                              | مجلهٔ موسیقی، شماره ۱۱۸ و ۱۱۹                                                                   | [ ۱۳۶ ]                           |         |
| ۳            | موسیقی شرقی و تک‌نوازان آن                                          | | | | شهریور و آذر ۱۳۴۷                                                                              | مجلهٔ موسیقی، شماره ۱۱۸ و ۱۱۹                                                                   | [ ۱۳۷ ]                           |         |
| ۴            | ملودی مثنوی در موسیقی ایرانی                                       | | | | ۱۳۵۰                                                                                           | اوربیتز میوزیکا، جلد ۱، شمارهٔ ۱، صفحهٔ ۶۶–۵۷، دانشگاه تلاویو                                    | [ ۱۳۸ ]                           |         |
| ۵            | خصوصیات ملودی در موسیقی سنتی خاورمیانه، هند و جنوب شرقی آسیا       | نویسنده یوزف کوکرتز، ترجمه محمدتقی مسعودیه | نویسنده یوزف کوکرتز، ترجمه محمدتقی مسعودیه | نویسنده یوزف کوکرتز، ترجمه محمدتقی مسعودیه | ۱۳۵۱                                                                                           | انتشارات دانشکده هنرهای زیبای دانشگاه تهران، شمارهٔ ۱۰۱                                         | [ ۱۳۸ ]                           |         |
| ۶            | آهنگ‌های عروسی از بلوچستان                                          | | | | ۱۳۵۲                                                                                           | سالنامه برای موسیقی محلی، قوم‌شناسی، برلین، نیویورک، صفحهٔ ۵۸–۶۹                                 | [ ۱۳۸ ]                           |         |
| ۷            | سنت و تحول در موسیقی ایرانی قرن نوزدهم                             | فرهنگ موسیقی آسیا، آفریقا و اقیانوسیه در قرن نوزدهم. ویرایش‌شده توسط رابرت گانتر، گوستاو بوسه                                                                   | فرهنگ موسیقی آسیا، آفریقا و اقیانوسیه در قرن نوزدهم. ویرایش‌شده توسط رابرت گانتر، گوستاو بوسه                                                                   | فرهنگ موسیقی آسیا، آفریقا و اقیانوسیه در قرن نوزدهم. ویرایش‌شده توسط رابرت گانتر، گوستاو بوسه                                                                   | ۱۳۵۲                                                                                           | ورلا رگنسبورگ، صفحهٔ ۹۴–۷۳                                                                      | [ ۱۳۸ ]                           |         |
| ۸            | ترانه‌های محلی ایران                                                | به همراه یوزف کوکرتز. کمک به موسیقی خاورمیانه و حوزه‌های نفوذ آن. در شصتمین سالگرد تولد کرت راینهارد                                                            | به همراه یوزف کوکرتز. کمک به موسیقی خاورمیانه و حوزه‌های نفوذ آن. در شصتمین سالگرد تولد کرت راینهارد                                                            | به همراه یوزف کوکرتز. کمک به موسیقی خاورمیانه و حوزه‌های نفوذ آن. در شصتمین سالگرد تولد کرت راینهارد                                                            | ۱۳۵۴                                                                                           | فولگ، صفحهٔ ۲۲۹–۲۱۷                                                                             | [ ۱۳۸ ]                           |         |
| ۹            | تحقیق موسیقی در ایران                                              | مروری کتاب‌شناختی | مروری کتاب‌شناختی | مروری کتاب‌شناختی | ۱۳۵۵                                                                                           | آکتا موزیکولوژیکا، صفحهٔ ۲۰–۱۲                                                                  | [ ۱۳۸ ]                           |         |
| ۱۰           | رابطهٔ ملودی‌های فولکلور ایرانی و هنر و موسیقی محلی                  | تبادل روستایی، شهری در موسیقی جنوب و غرب آسیا | تبادل روستایی، شهری در موسیقی جنوب و غرب آسیا | تبادل روستایی، شهری در موسیقی جنوب و غرب آسیا | مرداد ۱۳۵۶                                                                                     | انجمن بین‌المللی موسیقی‌شناسی، کنگره دوازدهم، برکلی، صفحهٔ ۶۱۶–۶۱۲                                | [ ۱۳۸ ]                           |         |
| ۱۱           | تحقیق در ایران                                                     | بررسی کتاب‌شناختی | بررسی کتاب‌شناختی | بررسی کتاب‌شناختی | ۱۳۵۹                                                                                           | آکتا موزیکولوژیکا، صفحهٔ ۸۳–۷۹                                                                  | [ ۱۳۸ ]                           |         |
| ۱۲           | اسلام، مراجع دینی و موسیقی                                         | ویرایش شده توسط دوروتا بامن و کورت ون‌فیشر | ویرایش شده توسط دوروتا بامن و کورت ون‌فیشر | ویرایش شده توسط دوروتا بامن و کورت ون‌فیشر | ۱۳۶۳                                                                                           | جوهانس استودا ورلاگ کاسل، صفحهٔ ۶۶–۵۸                                                           | [ ۱۳۸ ]                           |         |
| ۱۳           | تغییر و تحول ملودی در ردیف آوازی موسیقی سنتی ایران                 | یادنامهٔ محمود کریمی | یادنامهٔ محمود کریمی | یادنامهٔ محمود کریمی | ۱۳۶۴                                                                                           | تهران                                                                                          | [ ۱۳۸ ]                           |         |
| ۱۴           | موسیقی بوشهر                                                       | | | | ۱۳۶۹                                                                                           | دانشنامه ایرانیکا، جلد چهارم، لندن و نیویورک، صفحهٔ ۵۷۲                                         | [ ۱۳۸ ]                           |         |
| ۱۵           | مفاهیم مقام در موسیقی محلی ایرانی، تنوع فرهنگ موسیقی               | برای یوزف کوکرتز | برای یوزف کوکرتز | برای یوزف کوکرتز | ۱۳۷۱                                                                                           | سالزبورگ، صفحهٔ ۳۳۴–۳۱۱                                                                         | [ ۱۳۸ ]                           |         |
| ۱۶           | اصطلاح مقام و دستگاه در موسیقی ترکمنی ایران                        | سنت‌های مقامی منطقه‌ای در گذشته و حال. گروه مطالعاتی مقام | سنت‌های مقامی منطقه‌ای در گذشته و حال. گروه مطالعاتی مقام | سنت‌های مقامی منطقه‌ای در گذشته و حال. گروه مطالعاتی مقام | ۱۳۷۱                                                                                           | برلین، صفحهٔ ۳۹۷–۳۷۷                                                                            | [ ۱۳۸ ]                           |         |
| ۱۷           | حسین اسماعیل‌زاده (استاد کمانچه)                                    | ویرایش احسان یارشاطر | ویرایش احسان یارشاطر | ویرایش احسان یارشاطر |                                                                                                | دانشنامه ایرانیکا، لندن و نیویورک                                                              | دانشنامه ایرانیکا، لندن و نیویورک |         |
| ۱۸           | اقبال السلطان                                                      | ویرایش احسان یارشاطر | ویرایش احسان یارشاطر | ویرایش احسان یارشاطر |                                                                                                | دانشنامه ایرانیکا، لندن و نیویورک                                                              | دانشنامه ایرانیکا، لندن و نیویورک |         |
| ۱۹           | چندصدایی در موسیقی ایران                                           | | | | فروردین ۱۳۷۷                                                                                   | مجلهٔ هنرهای زیبا، دورهٔ ۳                                                                       | [ ۱۳۹ ]                           |         |
| ۲۰           | تقسیم بیاتی                                                        | | | | پاییز ۱۳۷۷                                                                                     | فصلنامه موسیقی ماهور، دورهٔ ۱                                                                   | [ ۱۴۰ ]                           |         |
| ۲۱           | مفهوم مقام در رسالات و نسخِ خطی فارسیِ موسیقی                        | اصل این مقاله را مسعودیه در یکی از سمینارهای بین‌المللی به زبان فرانسوی ارائه داده بود که توسط ساسان فاطمی به فارسی ترجمه و در فصلنامهٔ شمارهٔ ۱۸ ماهور منتشر شد. | اصل این مقاله را مسعودیه در یکی از سمینارهای بین‌المللی به زبان فرانسوی ارائه داده بود که توسط ساسان فاطمی به فارسی ترجمه و در فصلنامهٔ شمارهٔ ۱۸ ماهور منتشر شد. | اصل این مقاله را مسعودیه در یکی از سمینارهای بین‌المللی به زبان فرانسوی ارائه داده بود که توسط ساسان فاطمی به فارسی ترجمه و در فصلنامهٔ شمارهٔ ۱۸ ماهور منتشر شد. | زمستان ۱۳۸۱                                                                                    | فصلنامه موسیقی ماهور، شمارهٔ ۱۸                                                                 | [ ۱۴۱ ]                           |         |
| ۲۲           | روضه‌خوانی و رابطهٔ آن با ردیف موسیقی سنتی ایران                     | اصل این مقاله که قرار بود توسط مسعودیه در همایشی در لندن به زبان فرانسوی ارائه شود، توسط ساسان فاطمی به فارسی ترجمه و در فصلنامهٔ شمارهٔ ۱۸ ماهور منتشر شد.      | اصل این مقاله که قرار بود توسط مسعودیه در همایشی در لندن به زبان فرانسوی ارائه شود، توسط ساسان فاطمی به فارسی ترجمه و در فصلنامهٔ شمارهٔ ۱۸ ماهور منتشر شد.      | اصل این مقاله که قرار بود توسط مسعودیه در همایشی در لندن به زبان فرانسوی ارائه شود، توسط ساسان فاطمی به فارسی ترجمه و در فصلنامهٔ شمارهٔ ۱۸ ماهور منتشر شد.      | زمستان ۱۳۸۱                                                                                    | فصلنامه موسیقی ماهور، شمارهٔ ۱۸                                                                 | [ ۱۴۲ ]                           |         |

### میراث
میراثی که از محمدتقی مسعودیه به جای مانده، فقط به صفحات بی‌شمار آوانویسی از موسیقی نواحی ایران و کشورهای دیگر و نیز ردیف دستگاهی موسیقی ایران محدود نمی‌شود. او راوی و مطرح‌کنندهٔ یکی از چند تئوری اتنوموزیکولوژی جهانی در زمینهٔ روش ثبت و تجزیه و تحلیل موسیقی در ایران است. این تئوری که روش اتنوموزیکولوژی مکتب برلن و سپس کلن بر پایهٔ آن استوار است، ناظر بر ثبت تمام جزئیات و ظرایف و قابل حصول در موسیقی است.— محمدرضا درویشی، 
پس از درگذشت مسعودیه، مجموعه‌ای از سازهای گردآوری شده توسط او و برخی از وسایل شخصی‌اش، به همسرش «پری محمودی» رسید که سرنوشت نامعلومی پیدا کرد. کتابخانهٔ شخصی مسعودیه و مقداری از وسایل شخصی او نیز به موزه موسیقی ایران اهدا شد.
«قدسیه مسعودیه» خواهر محمدتقی مسعودیه که در برخی پژوهش‌های او در کنارش بود، پس از درگذشت برادر، یکی از کتاب‌های او با عنوان فهرست نسخ خطی موسیقی ایرانی را از زبان فرانسه به فارسی ترجمه و منتشر کرد، اما جامعهٔ هنری و به‌ویژه نهادهای دولتی همکاری شایسته‌ای در این خصوص با او نداشتند.  از این کتاب که حاصل ۱۵ سال پژوهش محمدتقی مسعودیه است، تنها ۲۰ نسخه توسط فرهنگستان هنر به چاپ رسید.
«قدسیه مسعودیه» همچنین مجموعه‌ای از دست‌نوشته‌ها، مقاله‌ها و فایل‌های صوتی ضبط شده از موسیقی مناطق مختلف ایران و برخی کشورها مانند مصر و هند، که توسط برادرش نوشته یا ضبط شده بود را گردآوری کرد. او با اعلان یک فراخوان قصد داشت تا جهت تهیهٔ یادنامه‌ای، مقالات و یادداشت‌هایی را در مورد برادرش جمع‌آوری کند، اما تلاش او در این مورد نتیجه‌ای نداشت.
۳۱ خرداد ۱۴۰۳، در بخش یادبودِ هفتمین دورهٔ سال‌نوای موسیقی ایران، پوستر ویژه و اختصاصی محمدتقی مسعودیه رونمایی شد.

### نقد آثار
مسعودیه مانند سایر موسیقی‌شناسان تطبیقی آلمان از جمله هورن‌بوستل و ماریوس اشنایدر، تأکید زیادی بر آوانگاری با جزئیات و تجزیه و تحلیل ساختار موسیقی داشت. این مسئله و همچنین «نبود نگاه فرهنگی و انسان‌شناختی و نبود فرضیه و نظریه» در آثار مسعودیه، از دید برخی منتقدان از جمله محسن حجاریان به عنوان نقص در کارهای او مطرح شده‌است.
حجاریان، محمدتقی مسعودیه را از دانشمندان موسیقی‌شناسی قومی می‌داند ولی عقیده دارد که آثار او «خالی از برداشت‌های فرهنگ‌شناسانهٔ اتنوموزیکولوژی» است. او همچنین برخی از تعریف‌های ارائه شده از جانب مسعودیه از جمله، مُد، صوت، مقام و دستگاه را مورد نقد قرار داده و معتقد است باید در این موارد با تأمل برخورد کرد. به عقیدهٔ حجاریان، افراط در نوشتن نقل‌قول‌های ارائه شده در آثار پژوهشی مسعودیه و عدم بیان دیدگاه شخصی، در برخی از موارد موجب سرگردانی خواننده در دستیابی به دیدگاه نویسنده می‌شود. محسن حجاریان دربارهٔ آوانگاری‌های مسعودیه نیز نوشته‌است:
مسعودیه با حجم فراوانی از آوانگاری از موسیقی ایرانی، سنت و ابتکار نوینی پایه‌گذاری نمود و البته زحمات وی هنگامی پایه عملی به خود گرفت که زمان کوتاهی پس از پژوهش‌های وی، تندباد حوادث فرهنگ جهانی، بسیاری از موسیقی‌های تاریخی ایران را به باد داد یا دست کم آنها را در معرض نابودی قرار داده‌است. از این جهت است که آوانگاری‌های مسعودیه نقش پراهمیتی در ماندگاری صفحاتی از تاریخ نانوشتهٔ موسیقی ما را در خود نگاه خواهد داشت.
برخی عقیده دارند وسواس و دقت بسیار بالا در آوانگاری‌های مسعودیه و دشواری درک آنها، بعضی از آثار او را برای دانشجویان غیرقابل‌استفاده کرده‌است. به عقیدهٔ ساسان فاطمی که خود فارغ‌التحصیل دورهٔ دکترای موسیقی‌شناسی قومی از دانشگاه پاریس است، گاهی این آوانگاری‌ها به حدی سنگین و پیچیده‌است که دشیفر کردن آن‌ها، حتی برای کسانی که سلفژ خوبی دارند سخت و دشوار است و این ممکن است به گم شدنِ اصل موضوع بینجامد. همچنین تجزیه و تحلیلی که در ابتدای برخی از کتاب‌های مسعودیه آمده‌است، از حد شکافتن بعضی عوامل ساختاری فراتر نمی‌رود و مسائل پیرامونی و اجتماعی که به‌طور مستقیم با موسیقی در ارتباط است، در تحلیل‌های او کمتر پرداخته و بررسی شده‌است.
بهرنگ نیک‌آیین معتقد است که آوانگاری‌های پرجزئیات مسعودیه و تأکید او بر ساختارهای موسیقی، نقص کار او به حساب نمی‌آید بلکه پایه و اساسی است برای هر مطالعهٔ فرهنگی اجتماعی موسیقی. این پژوهشگر موسیقی همچنین نبود نگاه انسان‌شناختی و فرهنگی در آثار مسعودیه را ضعف نمی‌داند، و این موضوع را رویکردی می‌پندارد که باید در زمانِ مسعودیه اتخاذ می‌شده‌است. به عقیدهٔ او «اگر قوم‌شناسی قصد شناخت موسیقی در فرهنگ و ارتباط با بین بخش‌های مختلف فرهنگ را دارد، باید ابتدا ساختار موسیقی را بشناسد.» نیک آیین همچنین بخش‌هایی از آثار مسعودیه را نظریه‌ای برای چگونگی بسط و گسترش ملودی قلمداد می‌کند. او دراین‌باره نوشته‌است: «آنچه مسعودیه بیان کرده‌است نوعی توضیح برای چگونگی تغییرپذیریِ ملودی در موسیقی‌های مورد بررسی‌اش است.»
محمدرضا درویشی نتایج حضور محمدتقی مسعودیه در عرصهٔ پژوهش موسیقی در ایران را با ذکر چند عنوان این چنین توضیح داده‌است:
«۱. مطرح‌کردن و انتقال یکی از روش‌ها یا تئوری‌های اتنوموزیکولوژی جهانی در زمینهٔ چگونگی ثبت و تجزیه و تحلیل موسیقی ۲. مطرح‌کردن یک دیدگاه تحلیلی که تا حدی به کالبدشکافی موسیقی می‌انجامد. ۳. نگریستن به موسیقی فراتر از اندیشه‌های ماوراءالطبیعه به عنوان یک مادهٔ صوتی یا به قول ایشان «ماتریال سونور»؛ یعنی پدیده‌ای عینی، قابل رویت، قابل کاوش و قابل کالبدشکافی که شناخت آن فقط از طریق تجزیه و تحلیل میسر است. ۴. مطرح‌کردن اصطلاحات تخصصی اتنوموزیکولوژی جهانی در ایران ۵. ارجح دانستن عینیت بر ذهنیت در شنیدن و ادراک موسیقی ۶. توجه به مقولات ماوراءالطبیعهٔ مرتبط با موسیقی در حدِ روایت و افسانه ۷. و در نهایت صداقت او در گفتار و کردار نسبت به آنچه می‌اندیشید و باور داشت.»
مسعودیه خود در واکنش به برخی از منتقدانش که گاهی با طنز و کنایه، فعالیت‌های او را کم‌اهمیت جلوه می‌دادند، می‌گفت: «ما کار خودمان را می‌کنیم، زمان همه‌چیز را روشن می‌کند.»

### یادداشت
1. ↑  تاریخ حک شدهٔ زادروز محمدتقی مسعودیه بر روی سنگ قبر او، ۳۱ فروردین ۱۳۰۶ را نشان می‌دهد اما تاریخ ثبت شده در شناسنامهٔ او ۲۰ فروردین ۱۳۰۶ بوده‌است.[۱]
2. ↑  de paris Ecole Normale de Musique
3. ↑  Line Taluel
4. ↑  Georges Dandelot
5. ↑  Noel Gallant
6. ↑  Johannes Weyrauch
7. ↑  Fugato
8. ↑  یک پاساژ یا موومان شبیه فوگ ولی با بسط و گسترش کمتر.[۱۱۲]
9. ↑  شاکون که اواخر قرن شانزدهم میلادی در اسپانیا شکل گرفت، رقصی است سه ضربی و پُر جوش و خروش که در ابتدای سدهٔ هفدهم به فرانسه راه یافت و به عنوان رقصی سنگین و باوقار معرفی شد.[۱۳۴]
10. ↑  Déchiffrer

### یادکردها
1. ↑  «زندگی و آثار محمدتقی مسعودیه». نویز. بایگانی‌شده از اصلی در ۲۰ آوریل ۲۰۱۹. دریافت‌شده در ۲۰ آوریل ۲۰۱۹.
2. 1 2  صفرزاده، فصلنامه موسیقی ماهور، ۱۴۹.
3. ↑  گفتگو با قدسیه مسعودیه (I).
4. ↑  «مسعودیه، محمدتقی». سازمان بهشت زهرا. بایگانی‌شده از اصلی در ۱ مه ۲۰۲۲. دریافت‌شده در ۱ مه ۲۰۲۲.
5. ↑  گفتگو با قدسیه مسعودیه (II).
6. ↑  عاشق موسیقی، شیفته پژوهش، دلبسته ایران؛ برادرم این‌گونه بود.
7. ↑  مسعودیه، حافظ (از طریق نورمگز)، ۲۲.
8. ↑  مسعودیه، حافظ (از طریق نورمگز)، ۲۲.
9. ↑  گفتگو با قدسیه مسعودیه (II).
10. ↑  عاشق موسیقی، شیفته پژوهش، دلبسته ایران؛ برادرم این‌گونه بود.
11. ↑  مسعودیه، حافظ (از طریق نورمگز)، ۲۲.
12. ↑  از پاریس تا تربت جام؛‌ محمدتقی مسعودیه، پژوهشگر موسیقی مقامی و سنتی.
13. ↑  «محمد تقی مسعودیه». خانه موسیقی ایران. ۱۲ بهمن ۱۳۹۹. بایگانی‌شده از اصلی در ۳ اوت ۲۰۲۱. دریافت‌شده در ۱۹ ژوئیه ۲۰۲۲.
14. ↑  مسعودیه، حافظ (از طریق نورمگز)، ۲۲.
15. ↑  محمدتقی مسعودیه، پدر موسیقی‌شناسی ایران.
16. ↑  محمدتقی مسعودیه، پدر موسیقی‌شناسی ایران.
17. ↑  صفرزاده، فصلنامه موسیقی ماهور، ۱۵۱.
18. ↑  مسعودیه، حافظ (از طریق نورمگز)، ۲۲.
19. ↑  مسعودیه، حافظ (از طریق نورمگز)، ۲۲.
20. ↑  بذرافکن، ماهنامه گزارش موسیقی، ۲۸.
21. ↑  مسعودیه، حافظ (از طریق نورمگز)، ۲۲.
22. ↑  اسعدی، بخارا (از طریق نورمگز)، ۳۶۲.
23. ↑  اسعدی، هنرهای زیبا (از طریق نورمگز)، ۵.
24. ↑  محمدتقی مسعودیه، پدر موسیقی‌شناسی ایران.
25. ↑  «نخستین فارغ‌التحصیل موسیقی دانشگاه تهران یک ژاپنی بود». خبرگزاری مهر. ۱۶ مرداد ۱۳۸۷. بایگانی‌شده از اصلی در ۶ مه ۲۰۲۲. دریافت‌شده در ۱۹ ژوئیه ۲۰۲۲.
26. ↑  «ما مکتب آهنگ‌سازی و آفرینش موسیقی نداشتیم». روزنامه شرق. ۲۶ شهریور ۱۳۹۷. بایگانی‌شده از اصلی در ۲۲ مه ۲۰۲۲. دریافت‌شده در ۱۹ ژوئیه ۲۰۲۲.
27. ↑  قدسیه مسعودیه. «یادی از محمدتقی مسعودیه». مجلهٔ حافظ، مهر ۱۳۸۷، شماره ۵۵، صفحهٔ ۲۲، از طریق نورمگز. بایگانی‌شده از اصلی در ۱۹ ژوئیه ۲۰۲۲. دریافت‌شده در ۱۹ ژوئیه ۲۰۲۲.
28. ↑  برگ‌هایی از تاریخ موسیقی ایران (از ۱۲۹۰ تا ۱۳۷۳ هجری شمسی).
29. ↑  قدسیه مسعودیه. «یادی از محمدتقی مسعودیه». مجلهٔ حافظ، مهر ۱۳۸۷، شماره ۵۵، صفحهٔ ۲۲، از طریق نورمگز. بایگانی‌شده از اصلی در ۱۹ ژوئیه ۲۰۲۲. دریافت‌شده در ۱۹ ژوئیه ۲۰۲۲.
30. ↑  ندا سیجانی (۱۹ تیر ۱۳۹۶). «فرود نغمه ماندگار نواحی به گوشه فراموشی». روزنامه ایران به واسطهٔ پیشخوان. بایگانی‌شده از اصلی در ۱۹ ژوئیه ۲۰۲۲. دریافت‌شده در ۲ مه ۲۰۲۲.
31. ↑  «فرهنگ‌ها می‌میرند کاری کنید». خبرگزاری ایسنا. ۱۹ آذر ۱۳۹۲. بایگانی‌شده از اصلی در ۴ مه ۲۰۲۲. دریافت‌شده در ۱۹ ژوئیه ۲۰۲۲.
32. ↑  عاشق موسیقی، شیفته پژوهش، دلبسته ایران؛ برادرم این‌گونه بود.
33. ↑  برگ‌هایی از تاریخ موسیقی ایران (از ۱۲۹۰ تا ۱۳۷۳ هجری شمسی).
34. ↑  «آموزش ردیف‌های آوازی محمود کریمی». آموزش موسیقی. بایگانی‌شده از اصلی در ۱۹ ژوئیه ۲۰۲۲. دریافت‌شده در ۶ مه ۲۰۲۲.
35. ↑  اسعدی، بخارا (از طریق نورمگز)، ۳۶۲.
36. ↑  مسعودیه، کتاب هنر ماه (از طریق نورمگز)، ۳۰.
37. ↑  مسعودیه، محمدتقی (۱۳۶۷). موسیقی مذهبی ایران. تهران: سروش. ص. ۷.
38. ↑  قدسیه مسعودیه. «یادی از محمدتقی مسعودیه». مجلهٔ حافظ، مهر ۱۳۸۷، شماره ۵۵، صفحهٔ ۲۲، از طریق نورمگز. بایگانی‌شده از اصلی در ۱۹ ژوئیه ۲۰۲۲. دریافت‌شده در ۱۹ ژوئیه ۲۰۲۲.
39. ↑  «گزارشی از نهمین جشنواره سراسری موسیقی فجر». فصلنامهٔ هنر، زمستان ۱۳۷۲ و بهار ۱۳۷۳، شماره ۲۴، از طریق نورمگز. بایگانی‌شده از اصلی در ۷ مه ۲۰۲۲. دریافت‌شده در ۱۹ ژوئیه ۲۰۲۲.
40. ↑  «آغاز جدا شدن زمان برگزاری جشنواره موسیقی از جشنواره‌های فیلم و تئاتر». خبرگزاری ایرنا. ۲۶ بهمن ۱۳۹۱. بایگانی‌شده از اصلی در ۱۹ ژوئیه ۲۰۲۲. دریافت‌شده در ۱۹ ژوئیه ۲۰۲۲.
41. ↑  اسعدی، بخارا (از طریق نورمگز)، ۳۶۲.
42. ↑  «به یاد محمدتقی مسعودیه؛ نگاهی اجمالی به زندگی و آثار». مجلهٔ هنرهای زیبا معماری و شهرسازی، زمستان ۱۳۷۷ و بهار ۱۳۸۷ - شماره ۴ و ۵، صفحه ۶، از طریق نورمگز. بایگانی‌شده از اصلی در ۴ مه ۲۰۲۲. دریافت‌شده در ۱۹ ژوئیه ۲۰۲۲.
43. ↑  مسعودیه، کتاب هنر ماه (از طریق نورمگز)، ۳۰.
44. ↑  «محمدتقی مسعودیه، موسیقی‌دان و پژوهشگری منحصر بفرد». خبرگزاری ایرنا. ۳۱ فروردین ۱۳۹۲. بایگانی‌شده از اصلی در ۴ مه ۲۰۲۲. دریافت‌شده در ۱۹ ژوئیه ۲۰۲۲.
45. ↑  پژوهشگر (موسیقی کلاسیک) محمدتقی مسعودیه.
46. ↑  «واژگان موسیقایی در فرهنگ بزرگ سخن». مجلهٔ حافظ، دی ۱۳۸۴، شماره ۲۲، از طریق نورمگز. بایگانی‌شده از اصلی در ۷ مه ۲۰۲۲. دریافت‌شده در ۱۹ ژوئیه ۲۰۲۲.
47. ↑  عاشق موسیقی، شیفته پژوهش، دلبسته ایران؛ برادرم این‌گونه بود.
48. ↑  محسن حجاریان (۱۶ تیر ۱۳۹۷). «اتنوموزیکولوژی: نوع ایرانی آن». مرکز دایرةالمعارف بزرگ اسلامی. بایگانی‌شده از اصلی در ۱۹ ژوئیه ۲۰۲۲. دریافت‌شده در ۱۹ ژوئیه ۲۰۲۲.
49. ↑  اسعدی، بخارا (از طریق نورمگز)، ۳۶۲.
50. ↑  از پاریس تا تربت جام؛‌ محمدتقی مسعودیه، پژوهشگر موسیقی مقامی و سنتی.
51. ↑  بیتا یاری (۱۲ مهر ۱۳۹۱). «گفت وگو با محمدرضا درویشی و حسین بهروزی نیا دربارهٔ همکاری با ارکستر سمفونیک چایکوفسکی». روزنامه اعتماد. بایگانی‌شده از اصلی در ۲۰ آوریل ۲۰۱۹. دریافت‌شده در ۲۰ آوریل ۲۰۱۹.
52. ↑  «مشکاتیان نمرده‌است!». خبرگزاری ایسنا. ۲۷ اردیبهشت ۱۴۰۰. بایگانی‌شده از اصلی در ۴ مه ۲۰۲۲. دریافت‌شده در ۱۹ ژوئیه ۲۰۲۲.
53. ↑  «تابوشکنی یک موسیقی‌دان پیشتاز». خبرگزاری ایسنا. ۱۲ اردیبهشت ۱۳۹۶. بایگانی‌شده از اصلی در ۵ مه ۲۰۲۲. دریافت‌شده در ۱۹ ژوئیه ۲۰۲۲.
54. ↑  «فریدون شهبازیان». ایران صدا. بایگانی‌شده از اصلی در ۳ ژوئن ۲۰۲۰. دریافت‌شده در ۲۲ مه ۲۰۲۲.
55. ↑  «کامبیز روشن روان». آرته باکس.
56. ↑  «با رهبری ارکستر سمفونیک تهران شهرداد روحانی «کارمینا بورانا» را در تالار وحدت طنین‌انداز کرد». خبرگزاری ایسنا. ۵ خرداد ۱۳۸۹. بایگانی‌شده از اصلی در ۴ مه ۲۰۲۲. دریافت‌شده در ۱۹ ژوئیه ۲۰۲۲.
57. ↑  خوشنام، محمود (۱ فوریه ۲۰۱۴). «از پاریس تا تربت جام؛ محمدتقی مسعودیه، پژوهشگر موسیقی مقامی و سنتی». بی‌بی‌سی فارسی. بایگانی‌شده از اصلی در ۲۱ مارس ۲۰۱۸. دریافت‌شده در ۳۱ ژانویه ۲۰۱۸.
58. ↑  «کرونا نوازنده قدیمی را به بیمارستان کشاند». خبرگزاری ایسنا. ۷ تیر ۱۴۰۰. بایگانی‌شده از اصلی در ۴ مه ۲۰۲۲. دریافت‌شده در ۱۹ ژوئیه ۲۰۲۲.
59. ↑  «عباس خوشدل تا آخرین لحظه زندگی اثرگذار ماند». خبرگزاری ایسنا. ۲۹ اسفند ۱۳۹۹. بایگانی‌شده از اصلی در ۴ مه ۲۰۲۲. دریافت‌شده در ۱۹ ژوئیه ۲۰۲۲.
60. ↑  ««کیه کیه در می‌زنه» در تالار وحدت اجرا می‌شود». خبرگزاری ایسنا. ۶ مرداد ۱۳۹۷. بایگانی‌شده از اصلی در ۲۴ آوریل ۲۰۱۹. دریافت‌شده در ۱۹ ژوئیه ۲۰۲۲.
61. ↑  «پشنگ کامکار». ایران کتاب. بایگانی‌شده از اصلی در ۵ مارس ۲۰۲۱. دریافت‌شده در ۲۲ مه ۲۰۲۲.
62. ↑  «هوشنگ جاوید». ایران کتاب. بایگانی‌شده از اصلی در ۱۹ ژوئیه ۲۰۲۲. دریافت‌شده در ۱۹ ژوئیه ۲۰۲۲.
63. ↑  «گواهینامه درجه یک هنری به محمدجلیل عندلیبی اعطا شد». ایران آنلاین. ۹ شهریور ۱۴۰۰. بایگانی‌شده از اصلی در ۱۹ ژوئیه ۲۰۲۲. دریافت‌شده در ۱۹ ژوئیه ۲۰۲۲.
64. ↑  «محمدعلی کیانی‌نژاد». وزارت فرهنگ و ارشاد اسلامی. بایگانی‌شده از اصلی در ۱ اوت ۲۰۲۱. دریافت‌شده در ۶ مه ۲۰۲۲.
65. ↑  ««سه اثر برای پیانو» ساخته مهران روحانی منتشر شد». خبرگزاری فارس. ۲۳ بهمن ۱۳۹۵. بایگانی‌شده از اصلی در ۶ مه ۲۰۲۲. دریافت‌شده در ۱۹ ژوئیه ۲۰۲۲.
66. ↑  صادق غفوریان (۱۰ دی ۱۴۰۰). «حرکت موسیقی مقامی خراسان رو به جلوست». پایگاه خبری موسیقی خراسان. بایگانی‌شده از اصلی در ۱۹ ژوئیه ۲۰۲۲. دریافت‌شده در ۱۹ ژوئیه ۲۰۲۲.
67. ↑  «پیروز ارجمند: فعالیت هنری‌ام را در اوج شروع کردم». خبرگزاری پانا. ۲۸ دی ۱۴۰۰. بایگانی‌شده از اصلی در ۱۹ ژوئیه ۲۰۲۲. دریافت‌شده در ۶ مه ۲۰۲۲.
68. ↑  «حقیقتی شبیه خیال». ایران صدا. بایگانی‌شده از اصلی در ۱۹ ژوئیه ۲۰۲۲. دریافت‌شده در ۲۰ آوریل ۲۰۱۹.
69. ↑  «محمد آذری نوازنده سنتور به رادیو فرهنگ می‌آید». خبرگزاری مهر. ۲۴ بهمن ۱۳۸۹. بایگانی‌شده از اصلی در ۱۱ ژوئیه ۲۰۲۰. دریافت‌شده در ۱۹ ژوئیه ۲۰۲۲.
70. ↑  «زندگینامه سیامک آقایی». همشهری آنلاین. ۲۲ فروردین ۱۳۹۴. بایگانی‌شده از اصلی در ۲۲ مه ۲۰۲۲. دریافت‌شده در ۱۹ ژوئیه ۲۰۲۲.
71. ↑  صفرزاده، فصلنامه موسیقی ماهور، ۱۶۰.
72. ↑  گفتگو با قدسیه مسعودیه (III).
73. ↑  برخوردار، فصلنامه موسیقی ماهور، ۱۷۱.
74. ↑  گفتگو با قدسیه مسعودیه (I).
75. ↑  عاشق موسیقی، شیفته پژوهش، دلبسته ایران؛ برادرم این‌گونه بود.
76. ↑  مسعودیه، کتاب هنر ماه (از طریق نورمگز)، ۳۰.
77. ↑  فرهود صفرزاده. «یادی از محمدتقی مسعودیه». مجلهٔ بخارا، آذر و دی ۱۳۸۴، شماره ۴۶، صفحهٔ ۴۱۲، از طریق نورمگز. بایگانی‌شده از اصلی در ۶ مه ۲۰۲۲. دریافت‌شده در ۱۹ ژوئیه ۲۰۲۲.
78. ↑  مهتاب بهروزی. «گزارشی از بزرگداشت محمدتقی مسعودیه». مجلهٔ مقام موسیقایی، دی ۱۳۸۴، شماره ۴۵، صفحه ۶۰، از طریق نورمگز. بایگانی‌شده از اصلی در ۷ مه ۲۰۲۲. دریافت‌شده در ۱۹ ژوئیه ۲۰۲۲.
79. ↑  گفتگو با قدسیه مسعودیه (I).
80. ↑  عاشق موسیقی، شیفته پژوهش، دلبسته ایران؛ برادرم این‌گونه بود.
81. ↑  «خبر و گزارش». کتاب ماه هنر، آذر ۱۳۷۷، شماره ۳، صفحه ۲۸، از طریق نورمگز. بایگانی‌شده از اصلی در ۷ مه ۲۰۲۲. دریافت‌شده در ۱۹ ژوئیه ۲۰۲۲.
82. ↑  «از گوشه و کنار». مجلهٔ مقام موسیقایی، بهار ۱۳۷۸، شماره ۴، صفحه ۱۹۲، از طریق نورمگز. بایگانی‌شده از اصلی در ۷ مه ۲۰۲۲. دریافت‌شده در ۱۹ ژوئیه ۲۰۲۲.
83. ↑  عاشق موسیقی، شیفته پژوهش، دلبسته ایران؛ برادرم این‌گونه بود.
84. ↑  اسعدی، هنرهای زیبا (از طریق نورمگز)، ۵.
85. ↑  از پاریس تا تربت جام؛‌ محمدتقی مسعودیه، پژوهشگر موسیقی مقامی و سنتی.
86. ↑  درویشی، فصلنامه موسیقی ماهور، ۱۸۱.
87. ↑  پویان الهیاری. «جشنواره‌های فجر: آزمایش بلوغ هنر». کیهان فرهنگی، اسفند ۱۳۷۷، شماره ۱۵۰، صفحهٔ ۴۹، از طریق نورمگز. بایگانی‌شده از اصلی در ۷ مه ۲۰۲۲. دریافت‌شده در ۱۹ ژوئیه ۲۰۲۲.
88. ↑  «مراسم بزرگداشت محمدتقی مسعودیه، پدر موسیقی‌شناسی قومی ایران در فرهنگسرای نیاوران برگزار شد». رادیو فردا. ۲۸ آذر ۱۳۸۴. بایگانی‌شده از اصلی در ۵ مه ۲۰۲۲. دریافت‌شده در ۵ مه ۲۰۲۲.
89. ↑  «خبرهای کوتاه هنری». خبرگزاری ایسنا. ۱۹ آذر ۱۳۸۴. بایگانی‌شده از اصلی در ۵ مه ۲۰۲۲. دریافت‌شده در ۱۹ ژوئیه ۲۰۲۲.
90. ↑  گزارش کوتاه از مراسم بزرگداشت محمدتقی مسعودیه، یاد پدر قوم موسیقی‌شناسی.
91. ↑  صفرزاده، فصلنامه موسیقی ماهور، ۱۵۳.
92. 1 2  «پدر اتنوموزیکولوژی ایران». گفتگوی هارمونیک. ۱۹ مهر ۱۳۸۴. بایگانی‌شده از اصلی در ۲۷ ژوئن ۲۰۱۷.
93. 1 2  «محمد تقی مسعودیه، پایه‌گذار موسیقی اتنوموزیکولوژی در ایران». رادیو زمانه. ۲۰۱۳-۰۱-۱۵. بایگانی‌شده از اصلی در ۱۹ ژوئیه ۲۰۲۲. دریافت‌شده در ۲۰۲۰-۰۵-۳۱.
94. ↑  مسعودیه، کتاب هنر ماه (از طریق نورمگز)، ۳۰.
95. ↑  «پژوهش موسیقی در گذر زمان». جام جم آنلاین. ۵ تیر ۱۳۸۷. بایگانی‌شده از اصلی در ۱۹ ژوئیه ۲۰۲۲. دریافت‌شده در ۱۹ ژوئیه ۲۰۲۲.
96. ↑  پژوهشگر (موسیقی کلاسیک) محمدتقی مسعودیه.
97. ↑  گزارش کوتاه از مراسم بزرگداشت محمدتقی مسعودیه، یاد پدر قوم موسیقی‌شناسی.
98. ↑  مسعودیه، محمدتقی (۱۳۶۵). مبانی اتنوموزیکولوژی. تهران: سروش. صص. ۱۱.
99. ↑  «محمد تقی مسعودیه پایه‌گذار موسیقی آکادمیک در ایران». میهن امروز. ۳۰ فروردین ۱۳۹۴. بایگانی‌شده از اصلی در ۱ ژانویه ۲۰۱۹. دریافت‌شده در ۱۹ ژوئیه ۲۰۲۲.
100. ↑  پژوهشگر (موسیقی کلاسیک) محمدتقی مسعودیه.
101. ↑  اوگر، فصلنامه موسیقی ماهور، ۱۷۴.
102. ↑  از پاریس تا تربت جام؛‌ محمدتقی مسعودیه، پژوهشگر موسیقی مقامی و سنتی.
103. ↑  نیک‌آیین، ماهنامه گزارش موسیقی، ۷۷ و ۷۸.
104. ↑  اوگر، فصلنامه موسیقی ماهور، ۱۷۴.
105. ↑  اسعدی، بخارا (از طریق نورمگز)، ۳۶۲.
106. ↑  نیک‌آیین، ماهنامه گزارش موسیقی، ۷۷ و ۷۸.
107. ↑  نغمه های بامدادی: یادی از محمدتقی مسعودیه.
108. ↑  بهروز وجدانی. «موسیقی آیینی و جلوه‌های عرفانی در فرهنگ قوم ترکمن». کتاب ماه هنر، بهمن و اسفند ۱۳۸۲، شماره ۶۵ و ۶۶، صفحهٔ ۴۶، از طریق نورمگز. بایگانی‌شده از اصلی در ۷ مه ۲۰۲۲. دریافت‌شده در ۱۹ ژوئیه ۲۰۲۲.
109. ↑  گفتگو با قدسیه مسعودیه (I).
110. ↑  گزارش کوتاه از مراسم بزرگداشت محمدتقی مسعودیه، یاد پدر قوم موسیقی‌شناسی.
111. ↑  حمید عسکری رابری. «سیر تطور تنظیم آوازهای محلی ایرانی برای کر و رهیافت‌های نوین». مجلهٔ هنرهای زیبا، هنرهای نمایشی و موسیقی، بهار و تابستان ۱۳۹۳، دوره نوزدهم، شماره ۱، از طریق نورمگز. بایگانی‌شده از اصلی در ۷ مه ۲۰۲۲. دریافت‌شده در ۱۹ ژوئیه ۲۰۲۲.
112. ↑  وجدانی، فرهنگ تفسیری موسیقی، ۲۳۴.
113. ↑  بذرافکن، ماهنامه گزارش موسیقی، ۲۸.
114. ↑  نغمه های بامدادی: یادی از محمدتقی مسعودیه.
115. ↑  پژمان اکبرزاده (۱۹ مهر ۱۳۸۴). «کتابی تازه از پدر اتنوموزیکولوژی ایران». گفتگوی هارمونیک. بایگانی‌شده از اصلی در ۴ مه ۲۰۲۲. دریافت‌شده در ۱۹ ژوئیه ۲۰۲۲.
116. ↑  ستایشگر، نام‌نامه موسیقی ایران‌زمین، ۵۰۰.
117. ↑  مسعودیه، سازشناسی، ۳.
118. ↑  «تجزیه و تحلیل چهارده ترانه محلی ایران، مداومت در اصول موسیقی ایران». پایگاه اطلاع‌رسانی کتابخانه‌های ایران. بایگانی‌شده از اصلی در ۲۹ آوریل ۲۰۲۲. دریافت‌شده در ۱۹ ژوئیه ۲۰۲۲.
119. ↑  «موسیقی بوشهر». پایگاه اطلاع‌رسانی کتابخانه‌های ایران.
120. ↑  «ردیف آوازی موسیقی سنتی ایران‌». پایگاه اطلاع‌رسانی کتابخانه‌های ایران. بایگانی‌شده از اصلی در ۲۹ آوریل ۲۰۲۲. دریافت‌شده در ۱۹ ژوئیه ۲۰۲۲.
121. ↑  «موسیقی تربت جام». سامانهٔ کتابخانه‌های دانشگاه تهران. بایگانی‌شده از اصلی در ۲۹ آوریل ۲۰۲۲. دریافت‌شده در ۲۹ آوریل ۲۰۲۲.
122. ↑  «موسیقی بلوچستان». سامانهٔ کتابخانه‌های دانشگاه تهران.[پیوند مرده]
123. ↑  بهروز وجدانی. «معرفی دو اثر ارزشمند در اتنوموزیکولوژی». کتاب ماه هنر مرداد ۱۳۷۸ شماره ۱۱ ص ۳۳/به‌واسطه نورمگز. بایگانی‌شده از اصلی در ۱۹ ژوئیه ۲۰۲۲. دریافت‌شده در ۳۱ مه ۲۰۲۰.
124. ↑  «موسیقی مذهبی ایران». سامانهٔ کتابخانه‌های دانشگاه تهران. بایگانی‌شده از اصلی در ۲۹ آوریل ۲۰۲۲. دریافت‌شده در ۲۹ آوریل ۲۰۲۲.
125. ↑  قدسیه مسعودیه. «یادی از محمدتقی مسعودیه». مجلهٔ حافظ، مهر ۱۳۸۷، شماره ۵۵، صفحهٔ ۲۲، از طریق نورمگز. بایگانی‌شده از اصلی در ۱۹ ژوئیه ۲۰۲۲. دریافت‌شده در ۱۹ ژوئیه ۲۰۲۲.
126. ↑  «موسیقی ترکمنی». سامانهٔ کتابخانه‌های دانشگاه تهران. بایگانی‌شده از اصلی در ۲۹ آوریل ۲۰۲۲. دریافت‌شده در ۲۹ آوریل ۲۰۲۲.
127. ↑  «موسیقی ترکمنی». سامانهٔ کتابخانه‌های دانشگاه تهران. بایگانی‌شده از اصلی در ۲۹ آوریل ۲۰۲۲. دریافت‌شده در ۲۹ آوریل ۲۰۲۲.
128. ↑  «کتاب سازهای ایران». گفتگوی هارمونیک. ۱۹ مهر ۱۳۸۴. بایگانی‌شده از اصلی در ۲۷ ژوئن ۲۰۱۷.
129. ↑  «سازشناسی اثر محمدتقی مسعودیه». هنر آنلاین. ۱۰ مرداد ۱۳۹۳. بایگانی‌شده از اصلی در ۱۹ ژوئیه ۲۰۲۲. دریافت‌شده در ۱۹ ژوئیه ۲۰۲۲.
130. ↑  «فهرست نسخ خطی موسیقی ایرانی». پایگاه اطلاع‌رسانی کتابخانه‌های ایران.
131. ↑  صفرزاده، فصلنامه موسیقی ماهور، ۱۵۷.
132. ↑  عسکری رابری، حمید (۱۳۹۳). «سیر تطور تنظیم آوازهای محلی ایرانی برای کر و رهیاف‌تهای نوین» (PDF). هنرهای زیبا. ۱۹ (۱): ۳۲.
133. ↑  صفرزاده، فصلنامه موسیقی ماهور، ۱۵۸.
134. ↑  وجدانی، فرهنگ تفسیری موسیقی، ۱۰۳.
135. ↑  «دربارهٔ جوهر آثار موسیقی». پرتال جامع علوم انسانی. بایگانی‌شده از اصلی در ۲۹ آوریل ۲۰۲۲. دریافت‌شده در ۱۹ ژوئیه ۲۰۲۲.
136. ↑  «دربارهٔ جوهر آثار موسیقی ۲». پرتال جامع علوم انسانی. بایگانی‌شده از اصلی در ۲۹ آوریل ۲۰۲۲. دریافت‌شده در ۱۹ ژوئیه ۲۰۲۲.
137. ↑  «موسیقی شرقی و تک‌نوازان آن». پرتال جامع علوم انسانی. بایگانی‌شده از اصلی در ۲۹ آوریل ۲۰۲۲. دریافت‌شده در ۱۹ ژوئیه ۲۰۲۲.
138. ↑  صفرزاده، فصلنامه موسیقی ماهور، ۱۵۵.
139. ↑  «چندصدایی در موسیقی ایران». سامانهٔ نشر مجلات علمی دانشگاه تهران. بایگانی‌شده از اصلی در ۲۹ آوریل ۲۰۲۲. دریافت‌شده در ۲۹ آوریل ۲۰۲۲.
140. ↑  مسعودیه، فصلنامه موسیقی ماهور، ۵۶–۴۵.
141. ↑  مسعودیه، فصلنامه موسیقی ماهور، ۲۵.
142. ↑  مسعودیه، فصلنامه موسیقی ماهور، ۱۱.
143. ↑  درویشی، فصلنامه موسیقی ماهور، ۱۸۳.
144. ↑  زندگی و آثار محمدتقی مسعودیه.
145. ↑  گفتگو با قدسیه مسعودیه (III).
146. ↑  زندگی و آثار محمدتقی مسعودیه.
147. ↑  گفتگو با قدسیه مسعودیه (I).
148. ↑  سعید یعقوبیان (۲۳ خرداد ۱۳۹۵). «گفتگو با قدسیه مسعودیه (IV)». گفتگوی هارمونیک. بایگانی‌شده از اصلی در ۲۰ مه ۲۰۲۲. دریافت‌شده در ۱۹ ژوئیه ۲۰۲۲.
149. ↑  گفتگو با قدسیه مسعودیه (III).
150. ↑  گفتگو با قدسیه مسعودیه (I).
151. ↑  «همزمان با روز جهانی موسیقی «هفتمین سال‌نوای موسیقی ایران» برگزار شد». خبرگزاری برنا. ۳ تیر ۱۴۰۳.
152. ↑  نیک‌آیین، ماهنامه گزارش موسیقی، ۷۷ و ۷۸.
153. ↑  محسن حجاریان (۱۶ اسفند ۱۳۹۳). «جایگاه محمدتقی مسعودیه در موسیقی‌شناسی ایران». مرکز دایرةالمعارف بزرگ اسلامی. بایگانی‌شده از اصلی در ۲۹ سپتامبر ۲۰۲۱. دریافت‌شده در ۱۹ ژوئیه ۲۰۲۲.
154. ↑  «سامان فاطمی محقق و پژوهشگر موسیقی: موسیقی سنتی از ابتدا هم قرار نبود نیاز جوان‌ها را برطرف کند». خبرگزاری ایسنا. ۲۶ اردیبهشت ۱۳۸۰. بایگانی‌شده از اصلی در ۴ مه ۲۰۲۲. دریافت‌شده در ۱۹ ژوئیه ۲۰۲۲.
155. ↑  نیک‌آیین، ماهنامه گزارش موسیقی، ۷۷ و ۷۸.
156. ↑  درویشی، فصلنامه موسیقی ماهور، ۱۸۴.
157. ↑  برخوردار، فصلنامه موسیقی ماهور، ۱۷۲.